# NEEDLESS
『NEEDLESS』（ニードレス）は、今井神による日本の漫画作品。『ウルトラジャンプ』（集英社）にて、2003年11月号から2013年6月号まで連載。
超能力バトルシーンとコメディパートの両軸を主軸とした構成で物語が進行する。漫画内にはパンチラやギャグが多く存在し、本編・番外編・短編集のものにも含まれるが、戦闘シーン等ではグロテスクな描写も少なからず存在する。特に表紙や、シリアスな場面が長く続いた時に一種の清涼剤的な役目を果たす形でギャグ描写が出る傾向が強い。
2009年7月から12月にかけてテレビアニメが放送された。

## ストーリー
2130年の日本。かつて行われた第三次世界大戦により、東京に「BS（ブラックスポット）」と呼ばれる巨大な汚染区域が生み出されていた。廃墟と見なされたBSは長大な壁で隔離されたが、いつの間にかその荒れ果てた大地に住み着く者が現れた。住み着いた者を「街（シティ）」の人々は「不要者（ニードレス）」扱いしたが、その中には不思議な能力を持つ者たちがいた。その能力者たちを街の人たちは畏怖の念を込め、「NEEDLESS（ニードレス）」と呼んだ。
序章
シメオン製薬の暴力支配からBSを解放するレジスタンスに所属していた少年クルス・シルトは、アダム・アークライトがBSへ来るという情報を聞きつけてレジスタンス全員で奇襲を仕掛ける。だが、アークライトの圧倒的な力によりレジスタンスは壊滅し、唯一生き残ったクルスは地下水道へと逃げ込んだ。だが、追っ手が迫り絶体絶命の最中、クルスを助けたのはアークライトによく似た男、アダム・ブレイドだった。こうしてクルスはブレイドを教会まで運んだことをきっかけに、彼と共に住むイヴ・ノイシュヴァンシュタインやギドと共に教会で生活することになる。
第1章
アイアンマウンテンでの戦いで、クルスの身代わりにイヴがさらわれてしまった。それと同時にアークライトから、降服してシメオン製薬まで来るようにと、BSの住人たちへ一斉放送が流れた。ブレイドたちはイヴを助けるため、そしてアークライトを倒すためにシメオン製薬へと向かう。
第2章
アークライトの能力により大爆発を起こし、シメオン製薬は大きな痛手を負った。だが、大爆発に巻き込まれた中、何者かによって助けられたクルスは唯一残されることになる。深手を負い一時は気を失うが、気を失ったクルスを介抱してくれたのは、シメオン製薬の少女部隊に所属する未央だった。未央も仲間達とはぐれてしまい、偶然クルスと出会ったとのことだった。仲間は自分と同じように離れ離れの状態で生きていると信じたクルスは、ブレイドたちを探すことを決意する。そして、未央もぬいぐるみを直すために北に一緒に来てくれるならという条件で、ブレイドを発見するまでクルスと共に行動してくれることになる。こうして、不思議な2人の冒険が始まった。

## 登場人物
登場人物には特殊能力として「フラグメント（以下：F / 『（能力名）』と記載）」を使える者がいる。能力は1人につき1種類となっており（例外有り）、劇中では能力を基にした必殺技が頻繁に使用される。また、必殺技使用時には技名を叫びながら繰り出すのが基本となっている。
年齢、身長、髪色は単行本追加ページの「キャラクターガイド」などにある公式設定である。
担当声優はドラマCD版、テレビアニメ版の順に表記。

### ブレイド一派
アダム・ブレイド
声 - 子安武人 / 同左、朴璐美（少年時代）
本作の主人公。S33地区の教会に住む破戒神父で、サングラスを着用している。額に相手のフラグメント能力を直接奪い取ることが出来る「白毫（ビャクゴウ）」という水晶が付けられている。年齢不詳。身長201cm。髪色はスカイブルー。
基本的に乱暴で無茶苦茶な性格ではある一方、冷静でしっかり者な側面も持ち合わせる。しかし弱点は女の子で、彼女やお姉さん、そして妹のような幼女系が最も好きという極度のロリコン。普段は冷静だが、女の子が関わると無謀に突っ込んでいくこともある。ただし、仲間（下僕）が傷つけられると女の子でも容赦しない性格でもある。物語序盤では「全裸に靴下」に並々ならぬ拘りを持っていたが、クルスと再会した際には「全裸に手袋」にシフトしており、「全裸で手袋に靴下」なら最高らしい。後に、クルスが激萌え少女と化していたことには、一目惚れして交際を申し込んだ後に正体を知った事で、ショックのあまり人格が変わってしまったものの、結局は「可愛ければ何でもOK」という更なる境地（見境の無さ）にも辿りついてしまった。表向きは一応神父なので聖書を持ち歩いているが、そこから引用する言葉は本書と無関係かつ意味不明である。挙句第1話では内側をくり貫いて手榴弾を仕込んでいる生臭っぷりを見せている。
その正体はキリストセカンドのクローン製造計画であるアダム・プロジェクトにおいて生み出された実験クローンの2号体。「ブレイド」の名付け親はアダム・プロジェクトの研究員だった荻葉香澄である。アダム・プロジェクトの検体として記憶を凍結される前は、里親に御田静馬（おんだ しずま）と名付けられていた。取り外し不可の鋼鉄製チョーカーはその時の名残で、また全身の骨格はオリハルコンで補強されており、並外れた頑丈さはそれに由来している。同じくアダム・プロジェクトの実験クローンの1号体として造られたシメオンの総帥であるアダム・アークライト（正確には左天）とは兄弟に近い関係であるが、プロジェクト崩壊事故に伴いその頃の記憶を失っている。里親に預けられていた頃はあまり喋らない無口な少年だったされ、研究所にいた当時は真面目で勤勉な少年だったが、プロジェクトが崩壊後に記憶が飛んでBSに移り住んでからは、過酷な環境における影響もあってか、現在に近い粗暴な性格になっている。ちなみにロリコンや「全裸に靴下」の性癖は、後に過去に飛んだ女装姿のクルスに大きく影響していた事実が、物語の後半で発覚している（当時のブレイド本人曰く「新境地だ」）。
作者曰く、彼は主人公でありながら「ラスボス」のイメージで描かれており、「なるべく主人公がウジウジ悩まない漫画を描きたい」「ラスボスならウジウジ悩まないだろう」「ラスボスは神っぽいのが多いから神父で行くか」などと思っていたら、こんな主人公になっていたという。
決め台詞は『判決・死刑!!』（曰く「敵のお株を奪う最終宣告」）。ただし展開に女の子が絡んでいると全く締まらない台詞に変容してしまうことがある。
F：ZERO（ゼロ・覚える）
他者の能力による技を体感や観察によって理解するか、白毫を能力者の額に当てることで、その技や能力を使えるようになる。覚えた能力は単純な発動だけでなく、複数の技を合成して新たな技を生み出したり、能力の内容によっては敵の同じ技を相殺する形で防御に転用することも可能。
この能力の正確な仕組みは「相手の能力を見ることで脳内のリミッターの外し方を覚え、その能力を使えるようにする」というもの。そのため簡単な能力ならすぐに使えるようになるが、複数のリミッターが存在するミッシングリンク級の能力は容易に覚えられない。覚えることに関しては白毫を用いれば確実だが、仕組みと用法を理解出来ないと結局満足に使えないままとなる。またその仕組みと用法を理解する必要がある関係上、敵の能力は技単位で覚える必要性が出てくる事が多い。そのため実質的に技を無限に作れる梔との初戦ではZEROで技を覚えてもほとんど意味をなさず、彼女に終始圧倒された。
ブレイドの体は大半がオリハルコンなどの異物で構成されているため、自身の細胞を変化させる能力である『変身』は覚えられないと主張していたが、石山の能力により明かされたブレイドの記憶から、『変身』はキリストセカンドのクローンが持つ能力の一つであり、その能力をイヴに譲渡したことがクルスと左天に明かされた。その時に『変身』を司る脳細胞を切除してしまったため、例えイヴに白毫を使用して覚えても、現時点では絶対に使うことが出来ない。
また、脳の一部を譲渡した副作用によってZEROの能力が弱まり、ZEROで1度覚えた能力を忘れてしまう「能力健忘症」となってしまい、それまでに覚えていた能力を全て失い、以降も覚えた力を時折忘れてしまうようになった。
また、当時はアークライトと同じく、腹部に「聖痕」を持っていたが、こちらも能力譲渡の影響で消滅している。
膨大な能力数を誇るアークライトに白毫を使用したことがあるが、逆拒絶反応及び能力の一時封印が発生したため能力吸収の成否は不明。なお、アークライト戦以前に覚えた能力は再登場時に復活していた。
現在確認されている使用可能な能力は、鋼鉄斬糸、炎、重力作成、特殊磁界、力、速、香、黒の引力、第四波動、圧力、リバーサルブレイン（ドラマCDのみ）、炎神の息吹。ただし、完全に使いこなせていない第四波動は熱吸収に留まっており（対象を氷結させるなど、オリジナルほど強力な熱吸収が出来るかは不明）、出力は炎の能力で代用している。また炎神の息吹はブレイド曰くわずかに覚える事ができた欠片で直接使用は出来ず第四波動の使用の際の応用に使っている。
- テンペストスレッド
- リトルボーイ
- ヴァルカンショックイグニション（VSI）
- メイデンリストリクション
- ディーンドライブF・H（フォックスハウンド）
- ディーンドライブB・B（ブラックバード）
- カンダタストリング イン ヴァルカンショックイグニション - 小規模なヴァルカンショックイグニションの中にカンダタストリングを仕込む技。炎耐性と慢心がある敵に高い効果がある。
- ジャイルグラビテイション+マグネティックワールド - 強力な重力と磁力で敵を吹き飛ばす技。
- 特攻・VS（ヴァルカンショック）・リトルボーイ - アルカの『炎神の息吹』の熱を左天の『第四波動』で吸収することにより生まれた絶大な力を、ヴァルカンショックイグニションに変換、自らの体に纏ってリトルボーイで特攻を掛ける荒技。最下級の能力ながら、威力はアルカすら凌ぐ。
- バイオニックコンプレッサー
- 惑星砕き - 『力』の能力を利用した強烈な蹴り。元々はアークライトが同じ名前の技を使っていたが、あちらはパンチである。

イヴ・ノイシュヴァンシュタイン
声 - 斎藤千和 / 喜多村英梨
本作のヒロイン。S33地区の教会に住む少女で、ブレイドの相棒。年齢不詳。身長155cm。髪色は黒。一人称は「ぼく」。
性格はボーイッシュを通り越してブレイド以上に乱暴で豪放磊落。ブレイドと同じく、敵に止めを刺した時は『判決・死刑!!』と言い放つ。記憶能力が著しく低いため、人の名や前を覚えられず、勝手に変なあだ名や略称をつける癖がある（ただし、ブレイドやアークライトなど重要な名前は覚えている）。普段は露出度の高い服を着ている（とくに下半身は褌）が、別に羞恥心がない訳ではなくこれが最も動きやすいため。能力維持のため、1本5000キロカロリーのゲテモノドリンク『スーパーゲル状デロドロンドリンク』を愛飲している。1缶350mlらしく、アニメ第2話では缶に「100mlあたり1428kcal」と記されている。現実的には脂肪油の100mlあたり921kcalが事実上の最高値であるため、現実ではあり得ないカロリー数値である。
クルスを最もこき使う存在で、その態度にクルス自身も畏怖しているが、クルスの知力を激励したりアルカに変身してクルスを慰めたりと彼に対して優しさと信頼を持つ。この為か、クルスにとっては畏怖の存在と同時に憧れの存在となってもいる。
かつて、アダム・プロジェクトの子孫を作る事が唯一出来る女性を作るイヴ・プロジェクトの14番目の試作体（EVE-N）として生み出され、ブレイドのパートナーとなった経歴がある。この頃から記憶の発達が遅い為、今の性格とあまり変わっていない。ブレイドの事は最初は「石田」と呼んでいたが、ある時を境にブレイドと呼ぶようになり、以後名前を忘れていない。アダム・プロジェクトの崩壊に伴い、ブレイド同様にその頃の記憶を失っている。なお、ディスクによると「ノイシュヴァンシュタイン」と名付けたのも荻葉香澄で、彼女は実姉にあたり本名は荻葉かりん（おぎは - ）。イヴ・プロジェクトの検体として記憶を凍結される前は、10歳まで生きる事が出来ない極めて病弱な身体で、検体として候補となったのは、少しでも長く生きられれば良いという香澄の願いでもあった。なお、彼女がブレイドの事を「石田」、クルスの事を「山田」、照山の事を「内田」と呼んで覚えてしまうのは、記憶を凍結される直前、同じ時期にアダム・プロジェクトの検体となった「御田静馬（ブレイド）」の事を忘れないと誓い合い、記憶が凍結されていく最中でも彼の名前を唱え続け、かろうじて「だ」のみを覚えていた為である。アニメでは彼女もブレイドと同様にクローン人間で、素体となったのが荻葉香澄である事が終盤で判明した。
第2部で地下都市に落下した後、クルスに発見、救出されるも衰弱していた。病院で療養し順調に快方に向かっていたが、突然、身体が溶けて崩壊する現象が起きてしまう。途中で現れた左天と石山が、ある薬を投与してくれた事でその現象は治まったが、元々の寿命の低さや重傷を負って死に掛けた事実もあってか、後にそれは一時的な物でしかなかった事が判明しており、物語の終盤では変身の能力でも肉体が維持出来なくなるまでに弱ってしまう事になる。
F：変身（ドッペルゲンガー）
有機無機問わず様々なものに変身できる。自らの体の質量を大きく変えるような変身はできないが、エネルギー源が十分にあれば別。自身を鋼鉄化するなどの戦闘力強化や傷の治癒だけでなく、地形や他人に化けることによる奇襲攻撃も可能。また、自分自身の腕の数を増やしたりと応用力もある。だが、大量のカロリーを消費するので長期戦が苦手。たまに能力を使い自分の着ている服を変えて戦うこともある。ブレイドの「ZERO」同様、この能力は研究段階のミッシングリンク級の能力であり、重大な秘密が多くある。
元々はキリストセカンドのクローンであるブレイドの能力の一つだったが、謎の身体の崩壊を起こしたイヴを助けるために『変身』の能力を司る部分の脳を彼女に移植したことで、彼女の能力となった経緯が明かされた。
- イヴキャノン - 腕を鋼鉄に変身させて敵を殴り飛ばす。単純だが威力は絶大。ドリルに変身させて使う時もある。
- デッドリーメイルストロム - 両腕を重ね、1つの大型ドリルに変身させて突撃する。

クルス・シルト / 山田（やまだ）
声 - 小林由美子 / 遠藤綾
本作のもう一人の主人公。レジスタンス「BS解放軍」の少年。14歳。身長160cm。髪色は若竹色。名前の意味はスペイン語で「十字架」。
BSをシメオンの暴力支配から解放するために戦っていたが、シメオン総帥奇襲作戦にて部隊が壊滅し逃走。逃げ込んだ地下水道でテスタメントに襲われた所をブレイドに助けられ、以後行動を共にすることになる。
ツッコミ担当で1人でブレイドやイヴのボケに対応している。能力はなく、逃げ足が速いだけのパシリ扱い。だが状況判断力が極めて高く、危機に直面した際の彼の頭脳の冴えは驚くべきもので、右天と左天の能力や胡桃の居場所を短時間で見抜いている。ブレイド軍団の参謀的存在。後の「聖ローズ学園」ではセツナにより「推理」という偽の能力の設定を追加された。また、普段は雑用を担当しているため、料理が上手い。
シメオンビル内の戦いでアルカにより瀕死の重傷を負うが、イヴとディスクの治療により一命を取り留めた。しかし、ブレイドとアークライトの戦いによる大爆発によって仲間達と離れ離れになってしまい、物語の後半では未央に介抱され彼女と共に仲間を探す旅に出る。この為、物語の後半序盤以降は殆どクルスの視点で物語が進んでいく事になる。旅の途中で、少女部隊の育成が行われている聖ローズ学園に一人迷いこんでしまい、脱出の機会をうかがう為に止む無く女装して少女部隊に紛れ込む事になる。本人こそ乗り気でないが、顔立ちがアルカ似の端整な物である為、女装の完成度は極めて高く（激萌え少女とのこと）、裸にしない限り男だと疑う余地が無い程。マダムによって少女部隊正式隊員No.49に任命され、卒業という形で無事学園から脱出するが、後に手違いで本来の服が処分されていた事、自身がシメオンから指名手配されている事が判明した結果、女装姿をいたく気に入っていたディスクや未央、更にブレイドまでの強い希望もあって、しばらく女装を続けることになってしまい、ますます戻る機会を失ってしまっている。
物語の終盤にて、クルスもまた姉のアルカと同じニードレス…それも聖痕の所有者であった事が発覚。実はそれまでの間も、クルスは無意識の内に自らの能力を発動しており、実際シメオンビルでの大爆発に巻き込まれる、聖ローズ学園付近の崖から転落するといった普通だったら確実に死んでいた事態にも、無意識に能力を発動させていた結果、致命傷にはなっていなかった。しかし、クルスはBSの住人でありながら能力も腕力も無い事に引け目を感じていた自己否定感から、長らく能力が本格的に覚醒する事が無かったのだが、ブレイドによって「ニードレス促進剤」と言えるエデンズシードの濃縮物質を投与され、一人でシティに乗り込んで多くの危険に直面した事で自衛本能が活発に働き、更にシティの異常さを実感した事で自分がBSの住人であると強く自覚。そして、アークライトによってアルカが無残に殺されたのを目の当たりにして極限状態にまで追い込まれた瞬間、遂にニードレスとしての能力が本格的に覚醒するに至った。ディスクはクルスの履いていたパンツを回収して解析した際に（吸引目的で）エデンズ・シードが検出された事から、クルスがニードレスであった事実を偶然突き止めていた。
アークライトとの最終決戦ではニードレス関連の真相を聞かされたが、戦意を喪失せずに「向こう側の世界」から現れた天使の攻撃を防ぎ続けた。だが、神の力を失う直前のブレイドから、「山田（クルス）が女の子になれば良いのに！」という最低最悪な願いを成就させられてしまった結果、肉体が完全に女性化してしまった。
イヴが「山田」と呼んで以来、ほぼ仲間全員から山田で呼ばれている。全く呼ばない者はディスクと未央だけだが、彼が指名手配されていることが判明してからはディスクも山田と呼ぶようにしている。コミックス5巻収録の没コンテで山田繋がりのギャグを披露したことがある。
F：女神の盾（シールド・オブ・イージス）
左手をかざした方向からの攻撃を無効化する能力。クルスが二―ドレスとして本格的に覚醒したばかりだった為か、まだ防御範囲はあまり広くは無いが、聖痕保持者の能力であるが故に、盾としての効果は非常に強力で、アルカのクローン達の「炎神の閃光」や離瑠の「念動力」をも無効化にしている。ディスクの解析によると、念動力や重力、磁力とも異なる未知の能力であるらしく、ブレイドのZEROでもすぐに覚える事が出来なかった。
その実態はニードレスのエネルギーを対消滅させる反物質の力であり、ある意味ニードレスとしては「異端」とも言える能力。しかし、それ故に『門(ゲート)』から溢れ出てきた「向こう側の世界」の暗黒物質を消滅させる事が唯一可能という超希少能力でもあり、ニードレスの力の源となった天使の攻撃をも無効化出来る。この為、防御系のフラグメントとしては最高レベルの性能を持っていると言っても良い。
長い時間を掛けた結果、ブレイドも最終決戦で覚える事に成功。左手のみならず、背中にもエネルギー状の翼を展開させる形で発動させ、天使の攻撃を完全に無効化し、左天とギド、更には天使をも圧倒して全能者へと進化した。しかし、女神の盾が持っていた反物質効果の弊害により、「向こう側の世界」から流れ出てきた暗黒物質を消滅させてしまった。
ギド / 六道銀（りくどう ぎん）
声 - 麦人 / 内海賢二
S33地区の教会に住む博士号を持つ老人で、かつてアダム・プロジェクト研究員だった人物。65歳。身長165cm。
能力は無いが、科学者でブレイドの腕を治療したりする。トマトケチャップに思い入れがある。クルスに並ぶ貴重なツッコミ役。ギドという呼び名はアメリカの学会で「ギン・リクドウ」と名乗る際、緊張から声が出ずに「ギ」と「ド」の発音しか聞き取れず、学会期間中「ドクター・ギド」と呼ばれていたことを香澄が面白がり、帰国後も彼女がその呼び名を使い続けていたため定着してしまったらしい。
本来はアダム・プロジェクトの中でも一番下の組織で、イヴ・プロジェクトを専門に実験を行っていた。アダム・プロジェクトの崩壊と共にブレイドとイヴと共にBSに身を隠していた。しかし、ブラック・インヴォークによって過去に飛ばされたクルスと左天が接触してきた際、イヴの肉体が原因不明の傷によって脳を残して融解してしまうが、クルス達と協力したブレイドが奪取してきたエイルシステムを使って残されたイヴの脳にブレイドの脳にあった変身能力を司る部位を移植。これによって、イヴは変身の能力を格闘し、代償としてブレイドは変身の能力を失っている。
クルスと関わったのを機に、ブレイド達のシメオンとの戦いに同行する事になり、ブレイドとアークライトによって引き起こされた大爆発によって消息不明となる。物語が後半に突入し、終盤までブレイド一派で唯一行方不明のままであったのだが、その正体はトリプルシックスの主幹であり、本作の真の黒幕。また、自らもアダムシリーズの被験体「アダム・Z」となっており、頭部にはブレイドやアークライトと同様に白毫が埋め込まれている。ただし、アダムシリーズが染色体が異なる故に人よりも寿命が短い上、ギドの場合は壮年を過ぎてからアダムシリーズとなった為、残された時間が極めて少なくなってしまった結果、アダムシリーズとしての能力だけでなく自らの記憶をも封印せざるを得なくなり、それを取り戻す為の「鍵」を協力関係にある左天に預けていた。かつてブレイドとアークライトの二人が生み出される前に666人委員会のラボに連行された際、そこで「向こう側の世界」から干渉事故によってやって来た天使と、高純度のエデンズシードを手に入れてプロジェクトに貢献しようとして逆に取り込まれつつあった香澄、そして天使によって右脳と右腕に重傷を負わされた彼女の妹であるかりん（イヴの本名）と遭遇。香澄からの最後の懇願を聞き入れる形で、自らアダムシリーズの被験体となる形でエデンズシードを体内に注入し、アダムとして覚醒させた力で天使を単独で撃破している。その後、香澄の望み通り彼女の右脳をかりんに移植し、彼女の命を救っている。その後は香澄を取り戻す為に、常軌を逸した執念で方法を模索し続けており、BSにいた時期にてイヴが原因不明の傷で融解してしまったのも、ブレイドの変身能力をイヴに移植させる事で、香澄の右脳を再摘出させる為に自ら仕組んだ事であったのが終盤で判明している。
シティでの最終決戦にて、左天に解放される形で本性をあらわにし、聖痕保持者であったセトとソルヴァの二人を殺害。アークライトに二人の死体を取り込ませた後、もはや用済みになったアークライトの自壊機能を作動させて始末し、命を落とした荻葉香澄を蘇生する為に、イヴを連れて「向こう側の世界」へ行こうとする。だが、ブレイドが天使の存在に興味を示し、自ら干渉事故を引き起こすと、『門（ゲート）』から出現した天使に左天もろとも手も足も出すことが出来ず、更にブレイドが天使を出現させた直後、覚えることに成功した女神の盾によって、ブレイドにも圧倒され、彼の全能者への進化を許してしまい、全能者となった彼に再生する事の出来ない身体へと設計を組み替えられてしまった。しかしその直後に、女神の盾による弊害で『門(ゲート)』から溢れ出ていた暗黒物質が消失していき、ブレイド一派が油断した隙を狙ってイヴの首を切断。「向こう側の世界」へと向かおうとしたが、最終的にブレイドの力によって『門（ゲート）』は閉ざされた結果、ギドが「向こう側の世界」へ行く事が出来たのは、前頭葉と右腕、ならびに右膝のみとなってしまった。
照山最次（てるやま もみじ） / 内田（うちだ）
声 - 伊藤健太郎 / 同左
仲間の仇を討つために、ブレイドをアークライトと勘違いして襲い掛かってきたニードレス。勘違いに気づいたことと共通の敵を持つことから、ブレイド達と共に戦うようになる。熱い性格の熱血漢。20歳。身長168cm。髪色はオレンジ。
特攻服を着ており、背中には「夜露死苦」の文字が書かれている（ギャグシーンのデフォルメでは「よろしく」になる）。頭は悪く、罠に引っかかっている場面が多い。ブレイドとの戦闘では圧倒され、ディスクにもブレイド軍団の実戦要員としては最弱扱いされているが、戦闘力自体は非常に高い部類である。イヴが「内田」と呼んで以来、ほとんど全員から内田と呼ばれている。
エデンスシードにより他の仲間と離れてしまった照山は、街のシメオン研究所で仮死状態にされ、エデンズシードの実験体にされていた。上半身のみを残した無残な状態であったが、未央がその身体を引き取り、さらに右天のクローンが持つエデンズシードの槍によって不恰好ながらも蘇生し、復活を遂げ聖痕を宿す。
また、彼のクローンはエデンズシードを移植されて能力を強化され、ブレイドと対峙。エデンズシードの力に飲まれて醜悪な姿になり、再生能力と強化された『炎』で一時はブレイドを圧倒するが、『第四波動』の熱吸収によって更にその上を行ったブレイドの『炎』で倒された。
「NEEDLESS1.5」にも登場しており、ブラックスポットのゲート警備員を務めている。
名前の由来は童謡「もみじ」の歌詞の一節「照る山紅葉」から（炎→赤→紅葉）。モデルは作者の中学校時代の友人。
F：炎
空気中の『燃素（フロギストン）』を自在に操り炎を起こすことができる。口から火を吹くことはできない。炎系統の能力の中では最下級に位置するが、戦闘用能力としてはかなり強力。ブレイドもこの能力を覚えてからは様々な形で戦闘で応用し、決め技として使うことも多い。
- リトルボーイ - 拳に爆炎を纏わせて殴る。
- ヴァルカンショックイグニション - 巨大な火球を撃つ必殺技。
- Wリトルボーイ - ブレイドと同時にリトルボーイを打ち込む。ギド曰く、挟み撃ちの要領で打つと10倍、2人で同じポイントに打ち込むと2乗の威力になるらしい。
- 魔球・燃焼暴流（バーニングボール） - ソルヴァとの合体技。巨大なボールをソルヴァの『特殊磁界』で反発させて飛ばし、そのボールに照山が『燃素爆発』で爆炎を纏わせる。
- VS（ヴァルカンショック）・リトルボーイ - ブレイドが先に生み出した『特攻・VS・リトルボーイ』を模倣した技。覚えた能力を一時封印されたブレイドの戦闘力を補完する目的で放った。
- ファットマン - クローンの照山が使用。両手から炎の波動を放つ。
- スクリュートリガー - クローンの照山が使用。爆発を伴った蹴りを放つ。

ディスク
声 - 門脇舞以 / 加藤英美里
アイアンマウンテンに住む情報屋。見た目は幼い少女に見えるが100歳（100歳以上とも）。17話のディスクの台詞や4巻35ページ「キャラクターガイド」の年齢欄では「100歳」と断定されているが、「キャラクターガイド」紹介欄では「100歳以上」、今井神公式サイトでは「100歳（それ以上というウワサも）」、11話のクルス（アニメでは照山）の台詞では「ゆうに100歳を超えているとか」。自称「テスタメント歴80年」。身長130cm（外出用） / 140cm（軽量ボディ）。髪色はシルバー。
半機械（ハーフ）でいろいろな情報を自分の体内に電子データとして保管している。入りきらない情報はカード型メディアに収めて持ち歩いており、その内容は「工事園」や「仮定の医学」など、電子書籍の類が多く見られる。シメオンに居場所が知られた後、自らの意思でブレイド達について行く（ブレイドが同行を了承した理由は「敵のスリーサイズが分かるから」）。年齢が年齢だけに下ネタが好き（自称「下ネタの図書館」）。体に銃火器を仕込んでおり、ある程度の戦闘もこなせる。他にはボディに仕込まれた特殊ケーブルによって直接コンピューターにハッキングしたり、簡単な応急処置を行える。乗り物を運転すると性格が豹変する。
第2部では、爆発の衝撃でイブとともに頭部が地下都市の穴へと落下。再開したクルスらにボディを探してもらうが、見つけたボディは既に破損していた。そのため当面頭部のみで活動し、クルスらと共に自身のボディの修復のためにパーツ収集を行う。頭部だけになっても内蔵スピーカーで声を発したり、首に取り付けたパーツやテスタメントで移動できる他、髪の毛を器用に動かして作業ができる。
「イヴストーリー」編終了直後に全てのボディ材料が揃い、「新生（ニュー）フルアーマーディスクちゃん」として復活した。これにより同じ半機械程度なら圧倒する程の戦闘能力を身につける。
F：分析（スキャン）
敵の能力や身体データを見抜くことができる。戦闘への直接的な応用は利かないため、以下の技は全て半機械の特性のみを利用したものである。
- ディスクちゃんの3分ハッキング - 電子機器の回路に侵入してハッキングする。なお「3分」と冠しているものの時間は決まっておらず、ドラマCDでは一瞬で終了した。
- デストロイエボリューション - 体内に格納した重火器を展開し、一斉に発射する必殺技。
- ツインテールドリル - 頭部だけとなった状態でどさくさにまぎれて放った技。ツインテールをドリルに変形させ、首からのジェット噴射で突進する。
- ロケットジェットカウンターインフィニティレンジパンチ - 爆発的な加速で敵に接近しそのままの勢いで強烈なパンチを叩き込む。
- 汚伝大魂落とし（おでんだいこんお-） - 引力による自由落下に加え、ランドセル型パックバックジェットエンジンを上向きに噴射することにより、音速を超えた速度で相手を地面に叩きつける技。半機械でも砕け散る威力。長時間煮込んだおでんの大根を落としたときのように敵がつぶれるためこの名前がついた。

セト
声 - なし / 福原香織
揉め事を有料で解決する『ギルド』所属の少女。過去にブレイドと旅をしていたことがある。17歳。身長157cm。髪色はブロンド。髪型はポニーテール。一人称は「ボク」。
初出は『NEEDLESS ZERO』の「NEEDLESS/死神の聖剣」。当時はブレイドと組んで旅をしていた。なお、『BLACK SPOT』に登場するセトとは同名だが無関係である。
かなりの守銭奴のため、金銭面にはシビアで、割に合わない仕事は受けない主義。
アークライトと戦うためシメオンBSビル襲撃の際にブレイドに呼ばれたがエデンズシードの爆発により行方不明となる。その後ハットフィールドとの戦いでブレイドやソルヴァと共に再登場。街の襲撃にも参戦するが右天のクローンが持つエデンズシードの槍を受けたことにより危機的状況に陥る。しかしソルヴァの助太刀により危機を免れ、加えてエデンズシード克服の効果でフラグメントの強化に成功する。
その後、左天に敗れ、アークライトに取り込まれるが、『全能者』となったブレイドによって再生された。
柄が髑髏になっている『死神の聖剣』を持っており、戦闘でもそれを武器にして戦う。なお、剣自体は大して切れ味のないナマクラで、相手に恐怖感を与えるために使用する。聖剣の正しい名前は「聖剣・エクスカリ棒」とかなりいい加減な名前である。この剣はアルカとの戦いで溶かされ失われたが、11巻時点では、つぎはぎで修理されている。
かつて敵として立ちはだかったはずのソルヴァの「BSを支配する」という野望に共感しており、彼女とのコンビーネーションは抜群である。
F：重力作成（グラビトン）
自在に重力を操作することが可能で『死神の聖剣』と併用して戦う。自然界に存在する4つの能力の1つだけあり、強力な力だが、それゆえにコントロールも容易ではなく、隙も大きいのが難点。
- ジャイルグラビテイション - 強力な重力を発生させ、敵を押し潰す必殺技。
- プレデタークロス - ソルヴァとの連携技。重力と磁力で敵を圧縮する。

ソルヴァ
声 - なし / 今井麻美
セトと同じく『ギルド』所属の少女だが年齢は不明。身長153cm。髪色はエヴァブルー。
特徴は磁石のリボンとツインテールの髪。なお、このリボンには、気付かないうちに金属片や砂鉄が吸い付いてしまうらしい。
初出は『NEEDLESS ZERO』の「NEEDLESS/死神の聖剣」。当時はウエストブラックスポットを荒らし回る掠奪者（プレデター）のボスだったが、ブレイドとセトに敗れ『ギルド』に加入する。そのため、今でもBSを支配する野望は持っている。
ブレイド達がシメオンBSビルを襲撃する際にブレイド達に加勢するがエデンズシードの爆発により行方不明になる。しかしハットフィールドとの戦いの最中ブレイドやセトと共にクルス達の前に現れ助太刀。そのままハットフィールドを撃破し、その後街の襲撃にも参戦する。
その後左天に敗れ、アークライトに取り込まれるが、『全能者』となったブレイドによって再生された。
本編ではセトの相棒的存在。普段は淑やかな少女を気取ってはいるが、能力が発動すると本来の凶暴さが現れる二重人格者。発言にも「この〜〜の佃煮が!!」などと、凶暴性が顕わになる。
名前の由来は「ざる蕎麦」。作者が名前を考えていたときにたまたま蕎麦を食べたくなって言った「ざるそば」を「ザルソルヴァ」と噛んだため。
F：特殊磁界（マグネティックワールド）
自身を中心とした半径100m以内のあらゆる認識物を自在に吸い寄せ・反発させることが出来る。「特殊磁界：【対象物】」と言う台詞と共に発動する。正式な名称がわからない場合、「○○の能力者」のような言い方もする。能力の原理は実際の磁力と同一だが、本来磁力が通用しない物質にも適用できる。
- 特殊磁界・反発（マグネティックワールド・アンチ） - 強力な磁力で敵を吹き飛ばす他、巨大な物体を敵に向けて撃ち出すことも可能。「反発：【対象物】」と言う台詞と共に発動する。
- プレデタークロス - セトとの連携技。上からセトの重力、下からソルヴァの磁力を与えることにより、敵を圧死させる。ソルヴァ一人で物を用いて敵を圧縮する「プレデタークロス・ソロ」も使用した。

### シメオン製薬
アダム・アークライト
声 - なし / 東地宏樹、小松史法（過去）
ブレイドによく似た容姿の男でシメオン製薬の総帥。年齢不詳。身長201cm。髪の色は白。
「私が神だということを忘れていないかね?」という本人の発言から判る通り、圧倒的な力を持つ。他人を取り込む能力も持ち、自分に攻撃してきたニードレスたちを見せしめとして「捕食」した。
性格は冷酷・冷徹で他者を見下す傲慢さも併せ持ち、邪魔になるニードレスは容赦なく惨殺する。しかし自分の部下に対しては別で、粗末に扱うような事は基本的にしない。また、帰還した未央の体当たりに直撃したり、群集の騒動を治めるために少女部隊のライブを決行したりと、本作の「ギャグキャラという一面を持つ」というジンクスを守っている。
かつて、ブレイドと同時期にアダム・プロジェクトの実験体として製作された存在で、ブレイド同様にキリストセカンドのクローン。エデンの林檎の濃度が高かったため目と心臓に拒絶反応が出て実験は失敗し、ブラックスポットに破棄されたはずだったが、なぜか生き残る。その後、キリストセカンドの聖骸を取り込もうとした際、逆拒絶反応を起こしアダム・プロジェクトを崩壊させた。よって、彼の体はキリストセカンドのオリジナルでもあり、その記憶も有している。本人の弁ではブレイドよりクローンとしての完成度が高く、驚異的な再生力を持つが、「エデンの林檎」と同化するときに右目と心臓を失ったため、心臓を補うためにブレイドの体を付け狙っている。
ニードレスの真実を知っており、「向こう側の世界」の住人である『天使』に対抗するために計画を立てていた事をブレイド達に明かす。しかし、本性を現したギドと左天の策略によって肉体が崩壊、自身が左天のクローンでしかないことを告げられ、人間爆弾として使用されて死亡する。右目と心臓は、ブレイドへの憎悪を煽る為に左天が奪った物で、記憶も捏造されていた。
アニメ版ではいくつか原作に設定が加えられている。ブレイドとの決戦の際に、群集を取り込んで再生しようとした部分までは原作と同様だが、その直前に現れた左天に「用済み」として粛清される。しかし、彼に身を捧げた離瑠を吸収したことで、右目と心臓の傷が消えて復活。左天から能力を奪った後、「ニードレス狩り」で集めたニードレスの細胞の集合体と融合して第2の「ザ・セカンド」となる。完全に神となった傲慢さから「特殊な能力を持つ者は神（自分）以外に必要ない」としてブレイドはおろか、自分の部下たちまでを手にかけようとするが、離瑠の体内でエデンの林檎が変質していたため暴走。彼を止めようとするアルカ、少女部隊と共同戦線を張ったブレイド一派の結束力で敗北した。
F：PF・ZERO（ポジティブフィードバック・ゼロ）
アダムシリーズの真の能力。自分の受けた技や能力を増幅して返すことが可能でブレイドの『ZERO』を遥かに上回る威力を発揮する。少女部隊や部下たちの能力も覚えているようである。能力の合成も可能だが、劇中では1度しか使っていない。
確認されている能力は、念動力、炎、力、速、鋼鉄斬糸、第四波動、炎神の息吹。他にも大勢のニードレスを従えている為、実際は遥かに多くの能力を覚えていると見られる。
- ヴァルカンショックイグニション
- リトルボーイ
- ディーンドライブF・H（フォックスハウンド）
- エターナル・ディストーション
- テンペストスレッド
- 第四波動
- ヒート・エクスプロージョン
- 惑星砕き - 『力』の能力で敵を殴り飛ばす。
- エデンズシード開放 ‐ 自己の中で極限まで増幅させた『ZERO』を解き放つことで小規模なビッグバンを起こす。
- ディーンドライブF・H（フォックスハウンド）+ ヒート・エクスプロージョン ‐ マッハ2のスピードで超高温の拳を連続で叩き込む。

F：変身（ドッペルゲンガー）
効果はイヴのものと同一と思われる。上記の他人を捕食する能力、自己回復能力も、これが作用している。他の能力と異なり、アダムシリーズが先天的に所有する能力であり、過去編で使用したほか、ブレイド戦での逆拒絶反応でも封印されることはなかった。
ブレイド戦のラストでは、他人を捕食しつつ変身し、下半身が膨れ巨大な口に変貌した化け物に変わってブレイド一行を圧倒したが、元の身体に戻るには暫くの療養が必要となった。

#### シメオン四天王
アークライト直属の最高幹部4人。非常に高い戦闘能力を誇る。ただしアークライトに次ぐ強者がこの4人だけというわけではなく、傘下の部隊にも同等の戦闘力を持つ者が存在している（四天王級の力を持つと言われているハットフィールドとシュトローム。右天より強いとされる未央、セツナ、梔等）。
当初は3人、最終的には4人全員が聖痕（スティグマータ）の保持者となっている。
楼閣寺離瑠（ろうかくじ りる）
声 - なし / 豊口めぐみ
アークライトの腹心。四天王。24歳。身長181cm。髪の色は黒。
巨乳のグラマーであり、能力発動の際には手にした巨大な扇を振りかざす。性格は極めて冷酷で、アークライトに対しては狂気的な忠誠心と愛情を抱いている。寝る時は全裸派。
自らの直属部隊として『少女部隊』が存在する。他の四天王が敬語を使い、様付けで呼んでいることから、実質的に四天王自体のリーダーに位置している（ただしアルカのみ「離瑠」と呼び捨てにしている）。
かつては「真王」と呼ばれる第8BLACKSPOTの支配者だったがアークライトの強さに惹かれ部下となる。その際アークライトの肋骨の一部を移植されたことで彼の力を受け継ぎ（このことは旧約聖書のアダムとイブにおいて、イブがアダムの肋骨から誕生した逸話に酷似している）、より強大なニードレスとなっており、右足にはその証である聖痕（スティグマータ）が備わっている。テスタメントに「ポチ」と名付けるなど、ネーミングセンスは無い。また、凶暴化したアークライトの肉体を「可愛い」と称するなど、彼に対して偏見的な溺愛っぷりを見せる。
その正体は、イヴと同じくイヴシリーズの一体であり、チョーカーのコードネームは「EVE-M」とイヴのコードネームよりも一つ若い。イヴがブレイドのパートナーとして造られた様に、離瑠もまたアークライト（本物）のパートナーとなるべくギド達に造り出された存在で、幼少期の姿はイヴに酷似している。数年前に何者かに造り出された離瑠は、アークライトが原因で起こった爆発に巻き込まれているが、離瑠はカプセルの中に入っていた事で皮肉にも生き延びていた。その時駆けつけた救助隊員に「イヴ」の名を名乗ったが、かすれた声であった為に、救助隊員は「リル」と聞き間違えてしまい、その後シティの楼閣寺財団に引き取られた結果、「楼閣寺離瑠」を名乗るに至っている。
シティ編にて、アークライトのいる地下プラント「第7セクター」に乗り込んできた事から、自ら直接ブレイド達の相手をしようとするが、ブレイド本人は少女部隊と総力戦で戦う事がご希望であった模様で、ショックで泣きじゃくる彼に「ババア」呼ばわりされた。プラント内の全てを自らの手足にする感覚で操り、ブレイド達を苦戦させるが、一瞬の隙を突かれて、アークライトの眠っていた母胎を破壊されてしまう。
自身が忠誠を誓っていたアークライトが偽者で、左天こそが本物のアークライトであった事実は全く気付いていないどころか、興味すら示していなかったようで、最後は本物であった左天に、「お前は『自分が主の一部』といっていたのはただの勘違いだ」と酷評された挙句、黒の引力でコントロールされた少女部隊に貪り喰われるという無残な結末を迎えた。
アニメでは、アークライトの死後、彼を復活させるために自身を「生贄」にして肉体を捧げた。
F：念動力（サイコキネシス）
キリストセカンド以来の最強のフラグメントといわれ、自分より何十倍もの大きさもあるビルを持ち上げたりできる。ディスクの解析によると、「重力」、「磁力」、「香」等、多くの能力の完全な上位互換能力と評されており、彼女との戦闘は極力控えるようクルスたちに忠告している。他にも「幻視（アパリション）」、「瞬間移動（テレポート）」、「物質鑑定（サイコメトリー）」、「意思受信（テレパシー）」等といったあらゆる超能力を使用できる。
睡眠中に寝ぼけて使うこともある。
- エターナル・ディストーション - 直線上の相手を吹き飛ばす。
- ブラックホールダストエンジェル - 全ての周囲の物を吸い込む強力なブラックホールを作り出し、吸い込まれた物は超圧縮された上に、中心にある竜巻状の渦でミンチにされる。

左天（さてん）
声 - 津田健次郎 / 谷山紀章
アークライトの左腕。年齢不詳。身長190cm。髪の色は灰。ドラマCDではイヴに「田崎」と呼ばれる。ブレイドのライバル的な存在。アークライトの事は「兄さん」と呼んでいる。
裸の上半身に顔まで包帯を巻いているため、ブレイドから「怪我人」と言われた。額と首にも包帯が巻かれているが、これは怪我によるものではないらしい。もし仮に白毫やチョーカーがあってもわからなくなっている。腕に大きなギプスのようなプロテクタを付けており、弱点は「立ち読みすると、腕がしびれる」。愛煙家で、マールボロを吸う。エデンズシードを体内に宿すだけでなく、聖痕（スティグマータ）の保持者の一人でもあり、印は左腕に浮かぶ。
単独行動をとることが多く、敵でありながらイヴに告白したり、ブレイドやクルスを助ける一方、協力関係にある666委員会の石山などの行動を牽制するなど、謎の多い人物。シメオン製薬や666委員会のみならず、敵であるクルスたちの素性にも詳しく、作品の狂言回し的な存在でもある。ブレイドがキリスト・セカンドのクローンであること、ZEROの能力を持つがアークライトと異なりPFができないことなどをあらかじめ知っていると思われる描写もある。シメオンに囚われたイヴと対峙した際、「奪ったのか?」と謎の発言をしたが、その真意は不明。
クールな性格で、四天王ともとれる強烈な威圧感が滲み出ており、それはクルスを震撼させ、未央・セツナ・梔の3人を怯えさせるほどである。これはセツナとの接し方に上下関係が出来た要因の一つともいえるだろう。
その一方で、前述のようにいきなりイヴに告白したり、エレベーターが定員オーバーだったときに左天だけ階段で上ったり、本編でカットされたシーンではブレイドたちがギャグをやっている間ゲームをやっているなど、ギャグ的なシーンも多い。また、少女部隊が「美少女部隊」と名乗るたびにいちいち「美はいらねえだろ」と突っ込んでいる。頭はキレるが、とっさのギャグやノリへの対応はイマイチ。そして面倒臭がり屋。
9巻末時点では新たに発覚した反逆者を捜索中だが、実際はそれ以前に上記のエレベーターの時点で退場して以降登場していない。その後、イヴの容態が急変したときに石山と共に現れ、ブレイドを圧倒。石山の能力により負傷したクルスを助ける為に、共にブレイドの記憶の世界に入り、そこでイヴの変身能力経緯の秘密について知ることになった。
ブレイドの記憶の世界から現実世界に戻った後、シティに帰還して、激戦となっている隙を突いて臨床実験病棟を襲撃し、何者かを解放している。
実は左天こそが本物のアダム・アークライトであり、過去編においてブレイドと遭遇したアークライトも彼である。聖骸を取り込んだ後に、わざと欠陥のあるクローンのアークライトを作りだし、クローンと入れ替わり左天として活動していた。ギドを解放し、彼がブレイド達に正体を現した後、本性を現して自らの正体も明かす。本来のパートナーであるイヴMこと楼閣寺離瑠には何の興味も抱いておらず、自身のクローンに惹かれていた彼女を酷評した後、少女部隊に貪り食わせる形で抹殺した。また、解放軍から得たチップのデータを元に、聖痕（スティグマータ）の「正しい配置」についても知っていたが、プリマリアにそれに関するデータを消させていた。
全身に現在持っている聖痕を備えた状態で、ブレイド達を圧倒していたが、ブレイドが「扉」を抉じ開けた事で状況が一変。現出した天使達の攻撃に、最後の聖痕である「女神の盾（シールド・オブ・イージス）」の力で防いでいたブレイドに対し、自身やギドは天使達の攻撃をまともに防ぐ事も出来ず、更には自らを出し抜く形で「全能者」となったブレイドに圧倒され、脳の残骸の状態にまでされてしまう。しかし、天使の残骸の一部を取り込んだ事で、何とか全能者としての力を手に入れた左天は、最凶最悪のフラグメントである「第六波動」を発動。走馬灯による精神攻撃によってブレイドを脳死に追い込もうとするが、イヴと再融合を果たしたブレイドによって第六波動を打ち破られ、最後は不完全な形で再生した所をブレイドの止めの一撃を受けて敗北。完全な消滅を迎えた。
アニメでの彼の正体はアダム・プロジェクトでギドの助手であった神無月鏡司である。プロジェクト崩壊時に死亡したと思われていたが、瀕死の重傷を666人委員会に回収され、人工的にエデンの林檎と白毫を植えつけられ、外見もまたザ・セカンドと瓜二つとなってしまった。彼らの目的達成の道具として活動していた（ブレイドたちを助けるような描写があったのもその過程）。定期的に委員会のメンテナンスを受けなければ生き永らえない肉体であったが、イヴの能力でそれが克服できると確信。掌を返して委員会を殲滅し、表舞台にて自らの正体を現す。
アークライトをも圧倒して、彼を抹殺した後にシメオンを制圧。イヴに自身（神）の子を生殖させて世界を我が物にしようとする。しかし、ディスクも推測しているように、彼の本当の目的は世界を独裁することなどではなく、香澄の遺伝子で誕生したイヴを手に入れることで、叶う事の無かった想いを成就させることであった。イヴに対する強い執着があったのも、神無月にとっては彼女が香澄の生まれ変わりであったのかもしれない。しかし、璃琉の命と引き換えに復活したアークライトの手により、フィールドジェネレーターの力で肉体が消滅。最期は攫ったイヴをギドに返し、「自分と香澄はつり合いは取れない」と、悲しみに満ちた謝罪の言葉を残し、散って逝った。
F：第四波動
周囲の熱エネルギーを吸収し、増幅して放出する能力。仕組みは単純ながら、左天はこの能力を操る事に非常に長けており、あたかも「火」「冷気」「風」など複数のフラグメントを行使しているかのように見せられる上、そのどれもが非常に強力な威力を持つ。その特性故に、吸収できる熱が減る冷気など分子運動低下現象に非常に弱い。
- 凍結 - 周囲の熱エネルギーを吸い取り、様々なものを凍らせる。この技がそのまま他の技の発動条件にもなる。
- 攻撃吸収 - 炎、炎神の息吹などの攻撃の熱エネルギーを吸収する。
- 第四波動 - 吸収した熱エネルギーを増幅、火炎に変換して放つ。手の平から放出するため、左右2方向に放つ「二重第四波動」という技もある。熱を吸収せずとも炎を放つことは出来るが、威力は落ちる。
- ストリームディストーション - 熱で気流を作り、小型台風を発生させる。
- 第五波動 - 第四波動の奥の手。宇宙の根本となっている五番目の力、ダークマターを両手（腕のプロテクタも展開）から放出する。発動時は体内のエデンの林檎を開放するため両肩の表面に聖痕が浮かぶ。過去編でBS解放軍に対して使用した際は詳細が描かれなかったが、ブレイドとの再戦時やヴォーラス戦で使用した。なお、他の4つの力は重力、電磁力、弱い力、強い力である。

F：ZERO
原作とアニメ版で習得していた本当の能力。第四波動自体も他者から覚えた可能性がある。ただし、原作、アニメ共に、この能力を明かした後も第四波動を主体とした戦法を取る傾向にあり、原作では第四波動以外の能力を技として使用したのは氷と炎神の伊吹の合成技である「アトミックヘイルスパーク」のみ。また、他にもブレイド達の知らないフラグメントも覚えていた模様。なお、原作では第五波動使用の際はPF・ZEROを併用しているとの記述があるため、彼もクローンのアークライトと同様にPF・ZEROの模様。
- 念動力（サイコキネシス）
- バミューダアスポート
- カンダタストリング
- 炎神の息吹（アグニッシュワッタス）
- 特殊磁界（マグネティックワールド）
- 香（フレグランス）
- 力（パワー）
- 氷（アイス）

F：全能者
ブレイドが喰らった「天使」の残骸を食べた事で一時的に体得した。
- 第六波動 - 「天国」と呼ばれる異次元を相手の脳内に強制的に作り出し、精神を閉じ込めるという技。アークライトによると「天国」とは、人は死ぬ直前に『永遠の体感時間』を持つ世界を脳内に作り上げ、その中に精神を避難させる現象（所謂「走馬灯」はこの現象の前段階）との事。

理論上はこの技を破る方法は存在しないが、ブレイドはイヴと同化する事によって回避している。
右天（うてん） / デューン・ツァウバークンスト
声 - なし / 山口眞弓
アークライトの右腕（？）。四天王。10歳。身長140cm。髪の色はクリーム。性格は非常に生意気であり、手品師のような風貌で「イッツ・ア・マジ〜〜〜ク」が口癖。
テスタメントを破壊したブレイドを探している最中にイヴと遭遇し、戦闘になる。ミッシングリンク級のニードレスだが本質的な戦闘力は非常に低く、四天王の中では最弱。四天王の中では一番格下だからか、左天には様付けで呼ぶセツナからも右天と呼び捨てにされている。ただし、能力の正体を掴めない相手には絶対的な強さを誇る。その能力でイヴたちを追い詰めたが、能力で消しきれなかったミスを犯した所からクルスに能力を見破られ、イヴに「田中」呼ばわりされた挙句瞬殺される。
その後、左天が彼の亡骸から血液を採取、14巻でクローンとして復活し、左足には聖痕（スティグマータ）も得てセトを圧倒する。また、エデンズシードで構成された槍も、武器として保有しているが、後にこれはセトや照山の聖痕によるパワーアップを促してしまう事になった。
F：バミューダアスポート（自称『創世』）
生命体以外の物体を透明にする能力。基本的にはそれだけだが、武器を思いもよらぬ場所から出現させたり（実際には単に予め服や周囲に仕込んであるだけ）、周囲の地形を一変させたり、「無から有を生み出す」という神の如き所業に見せかけることが出来る。
- バミューダアスポート - 能力と同名の技。透明化した武器を放つ。
- バミューダイリュージョン - 標的の周囲にある床を消失させたように見せ、相手の行動を制限する。
- 空中歩行 - 透明化した床の上を歩行する。
- バリア - 透明化した壁の向こうに立って攻撃を防ぐ。ただし所詮は単なる壁であるため、ニードレス相手にはやや心もとない。しかし本編では相手が能力の燃費の悪いため威力の高い技を容易に出せないイヴだったため、能力がバレるまではこれでイヴの攻撃を完全に凌いでいた。
- 透明化 - 聖痕を得た右天クローンが使用。オリジナルが成せなかった「有機物の透明化」により、自身の姿を消して攻撃をかわす。

アルカ・シルト
声 - なし / 伊瀬茉莉也
クルスの姉。イヴと似た雰囲気を持つBS解放軍参謀。18歳。身長162cm。髪の色は若竹色（クルスと同じ）。
クルスを逃がすためにテスタメントに立ち向かい生死は不明となっていたが、実はそのままテスタメントを倒しており、シメオン四天王最後の1人として再び現れる。アークライトの命令により、データチップの略奪の命を受けていたBS解放軍の裏切り者でもある。四天王の中では最も冷酷・残忍な性格で、任務遂行のためならどんな卑劣な手段も厭わない。また、自分より能力が低ければ同じニードレスであろうとも嘲った態度をとるという、傲慢さも併せ持っている。
聖痕（スティグマータ）の保持者であった事から、戦闘では照山、ソルヴァ、セトを軽くあしらい、ブレイドすらもまったく歯が立たない等、非常に高い戦闘力を持っている。しかし、それでも純粋な戦闘力では左天より若干劣る。
クルスを唯一の肉親である気の迷いから、自らの手で殺さないようにしたが、クルスが生き残ってしまい、自らの汚点としてクルスを殺そうとする。ブレイド達を大苦戦させるが、自らの能力を過信しすぎた結果、逆にブレイドの攻撃をパワーアップさせてしまい、第四波動、V・S・I、リトルボーイを複合させた新必殺技である「特攻・V・S・リトルボーイ」に敗北。その場を撤退している。その後、自身のクローン部隊を率いてハットフィールドとともに華夏の集落に出陣するが、裏で殺そうとしたはずのクルスを助けるような暗躍を行う等、行動には理解不能な部分が多い。
実はBS解放軍を裏切っていたというのは演技であり、本心ではアークライトに忠誠心など抱いてはおらず、アークライトもまた、アルカを信用してはいなかった。メングロウズによって、二つに分けられたデータチップの内の片方が、クルスの頭部に隠されていた事実を突き止めていたアルカは、ザガートと共にその事実を隠し続け、もう片方のデータチップが入ったペンダントをあえてクルスに渡す事で、アークライトに頭部に隠されていたチップが見つからないようにしていた。
後にクルスが単独でシティに潜入してきた事から、クルスの身が危うくなるのを悟り、単独でクルスを捕獲して、外科手術でクルスからデータチップの片方を回収しようとしたが、裏切りを予見していたアークライトによって頭部と胴体を切断されてしまい、ブラックアウトインボークで吐かされる。しかし、最後の力を振り絞ってアークライトに抵抗を試みるものの、最後は自らの能力であった炎神の息吹によって無残に焼き尽くされ、死亡。最後までクルスの事を思っていた。
また、自らの遺伝子を元に製造された幼女のクローン達が、対ブレイド用の戦力として使用されている。
その性格上、作中のギャグは少なめ。名前の由来はラテン語で「方舟」。
アニメでは、神となったアークライトが世界を統一することで、争いのない世界ができると信じていた（そのため、弟であるクルスを亡き者にしようとしたのも、単なる冷血な性格だったからではなく苦渋の決断だったと言える）。しかし、真意を語ったアークライトの手により負傷。手負いながらも絶望していたクルスを激励して前進させるとともに、罪滅ぼしもあってか作戦に協力する。そのためシメオン四天王では唯一の生存者となる。アークライトの死後はクルスたちの前から姿を消した。
F：炎神の息吹（アグニッシュワッタス）
超分子振動（マイクロウェーブ）を発生させる能力。サンスクリット語で「火によって清められた者」と言う意味。照山のように炎を起こすことも可能だが、それはアルカの能力のほんの一端に過ぎない。ミッシングリンク級の能力であり、アルカは自身の能力をZEROで覚えるのは不可能と豪語し、実際に初戦闘時ではブレイドは体感や観察だけではこの能力を技として使用できる程まで覚えられなかった。（ただし、その後ブレイドは離留戦では難なく使用していたため、実際は覚えにくいだけで覚えられない訳では無い）アニメでもその特性上、アルカに近づくことが出来ず、白毫による習得も不可能と示唆された。ただし、分子振動の増幅しかできないためか、熱吸収の能力である「第四波動」とは非常に相性が悪く、第四波動の熱吸収能力を覚えたブレイド相手にも相性が悪くなっている。アルカ側にとって相性が悪いだけであり、左天としては最高の熱エネルギー供給元であるので最高に相性が良いと述べている。あらゆるものを熔解する炎系最上位の能力を誇り攻防一体と死角がないが、近づくものを寄せ付けないその余りの力から応用範囲が狭いところがある。
- ヒート・エクスプロージョン - 片手に帯びるように発生させたマイクロウェーブを相手に叩き込む必殺技。
- 伝導・炎神の息吹（アグニッシュ・ワッタス） - 地面を振動で伝導させることで、炎を地を通して遠距離の相手に放つ。
- 炎神の閃光（アグニッシュ・アーカーシャ） - 炎神の息吹をビーム状にして遠距離の相手に放つ技。幼女のクローン達は、力が未熟な為に2人1組の連携で放つ。

#### アカラス部隊
元は最前線で活躍する部隊ではなかったらしいが、カフカが隊長職に就任後最前線に投入され頭角を現しシメオンの裏方としてブラックスポットで猛威を振るっていたらしい。
カフカ
声 - なし / 小松史法
シメオン幹部でありアークライト直属の部下。21歳。身長180cm。髪の色は黒。
諜報活動を専門とした特殊部隊『アカラス部隊』の隊長。ブレイドに能力を覚えられ敗北する。
物語開始時の右天（デューン）の先代の右天であり、ディスクの情報によるとカフカの前の右天もいるようである。左遷時に地位奪還を賭けてデューンと勝負した。だが勝負の結果は色々あって有耶無耶になる。その後のデューンとの関係は、互いの人生最大の修羅場を生き抜いたライバルであり友人のような奇妙な関係になっている。なお右天の位から外されたのはアークライトによれば成長過程の若い人材の育成のためであり、今後とも最前線で活躍してもらう幹部クラスの側近であることは変わらないらしい。
かつて（「-創世記-」）離瑠に完膚なきまでに敗北したため、彼女に頭があがらない。スプラッタな映画の鑑賞が趣味。
ブレイドの記憶の世界ではギルド・上帝の傭兵として再登場。左天と交戦するが、彼が自身の趣味を知っている発言から真意を読み取り、クルスらに警告をするなど頭の回転は早い所を見せている。
14巻でクローンとして復活し、右天と共にセト、ソルヴァと交戦する。
作者は、その外見から貞男（作中では貞夫と呼ばれる）と呼んでいる。
名前は「虫（蜘蛛）っぽい」ことから、作家フランツ・カフカから。
F：鋼鉄斬糸（カンダタストリング）
糸を自由に操ることができ、その糸を切れるのは神だけだと自称する。用途に応じて太さ、硬さなどを調節できるが「味濃い目」など意味不明な微調整も可能。名前の由来は「蜘蛛の糸」の犍陀多（かんだた）である（ただし「蜘蛛の糸」において糸を切ったのは釈迦であり神ではない）。
- テンペストスレッド - 無数の糸を放ち、敵を切り刻む。

グレゴール
シメオンの一員で『アカラス部隊』の隊員。外伝に登場。
エルフのような耳を持った女性。上官であるカフカが倒され、汚名返上としてクルスたちに奇襲をかけるが、彼らに存在すら気付かれないままディスクの攻撃に直撃して敗北。彼らの会話から様々な勘違いを起こし、クルスがニードレスであり性格が残忍なものであると思い込んでいた。本編にも少し登場する。
F：地獄耳（ヘルズイヤー）
遠くの物音を鮮明に聞き取ることができる。戦闘向きの能力ではないが諜報部隊では重要な役割を持つ。
ザムザ
シメオンの一員で『アカラス部隊』の隊員。グレゴール同様、戦わずして敗北。
F：透視（クレアボヤンス）
壁の奥まで見通すことが出来る。グレゴール同様に諜報部隊としては重要な役割を持つ。

#### 少女部隊
離瑠直属の暗殺部隊。能力や知恵、時には色香を駆使して任務を遂行する。キラーガールズと称されることもある。
聖ローズ学園という養成所が存在し、部隊員は全て学園を卒業している。
実は左天によって未央を除く全員がブラック・アトラクションのESPウイルスを感染させられており、彼の傀儡となっている。
未央（みお）
声 - 金田朋子 / 牧野由依
少女部隊の一員でありシメオン幹部の一人。年齢不詳。髪色はローズピンク。身長147cm（150cm説もある）。スリーサイズはB71・W56・H77、フェイバリットパンツはくまさん（ディスクのスキャンより）。
おかっぱ頭に大きなリボンを着けている。暴漢に襲われた少女のフリをしながらブレイドに接近して一行に取り入りスパイを行うなど、強かで抜け目が無い部分が強いが、結構天然が入った性格。ブレイドの首を欲しがったり、歪なウサギ（?）の人形のデザインから色々と趣味が悪い性格。「んい!」が口癖。ブレイドからは「未央たん」と呼ばれている。ブレイド達に敵対心はさして無いらしく、彼らとの戦闘時は戦っているというよりも遊んでいるような素振りであった。台詞の写植が主にゴシック体。
第2部では、主人公となったクルスの最初の仲間となり、イヴも病院で入院中であるためか、ほぼヒロイン的な扱いとなっている。ブレイドとアークライトの戦いによる大爆発でセツナたちとはぐれてしまい、偶然近くに倒れていたクルスを介抱していた。その後、ぬいぐるみの補修に付き合わせることを条件に、彼がブレイドと再開できるまで同行することを約束する。現在では彼を「山田」ではなく本名の「クルス（君付け）」で呼ぶ数少ない一人となっている。後にクルスとブレイドが無事合流し、当初の協定は達成されたが離脱の素振りを見せていない。また、クルス達を守るためとはいえシメオン関係者に攻撃を仕掛けるなど、少女部隊の一員としては、「裏切り者」に等しい非常に危ない橋を渡っている。未央がここまでクルスに協力していたのは、実はシメオンビル爆発の際に誰かがクルスを助けていたのを目撃したからであり、その時クルスを助けたのが「天使様」であると確信している。セツナや梔とは異なり、シメオン製薬やシティへの忠誠心や執着は低く、ブラックスポットで生きていく事にも不満はもっていない。
シメオンへの帰還後、天使様に助けられたクルスを死なせてはならないという漠然とした確信から、既に身体機能が停止していた照山の死体を担いで独自に行動を開始。偶然自分の元に飛び込んできたエデンズシードの槍を使って、照山の復活に成功させ、彼と共に、クルスにとどめを刺そうとしていたセツナと梔の前に立ちふさがる。
四天王以外では数少ないミッシングリンク級のニードレスの1人。戦闘能力だけなら四天王の右天より上である。ブレイドのことがお気に入りで、彼を「お兄ちゃん」と呼び、そのことからブレイドからも飛び抜けて気に入られている。また、持っている熊のヌイグルミ（本人曰く『ウサちゃん』）はオリハルコンによって異常に重く加工されており、常人には持ち上げることすら困難。クルスは一度、これで両手を潰されかけた。第2部で、目と思われていた部分が実は垂れた耳であると判明し、持ち上げるとクマから蛙のような姿に変化する。賢さと料理のスキルが恐ろしいほどない。
F：力（パワー）
自身の身体構造を遥かに超越した力を発揮することができる。また、肉体の耐久力もその力に耐えられる強さに強化されていると考えられる。その威力は片手で分厚い鉄壁を吹き飛ばせる程で、放つ攻撃の全てが「必殺」となりうる脅威の能力。
- 未央ちゃんパンチ / 未央ちゃんヒップアタック / 未央ちゃんキック - 力の能力で放たれる攻撃。敵を一撃で吹き飛ばす。
- 未央ちゃん剛速Q - 超重量を持つ巨大ヌイグルミを敵に向かって放り投げる。
- 未央ちゃんヒップスタンプ - 超重量を持つ巨大ヌイグルミを抱えて敵の上に落下して押し潰す。ブレイドを違う意味で昇天させた。
- 未央ちゃんスラッシュ - 巨大な鋏を振り回し攻撃する。
- 未央ちゃんけろけろロケット - カエルのような姿勢で屈み込んだ後、跳び上がって頭から突っ込む。
- 未央ちゃん背負い投げ - ジャーマンスープレックスである。柔道の技には疎いらしく、上四方固めを行った時も同じ形になった。

セツナ
声 - 植田佳奈 / 後藤沙緒里
少女部隊の一員でありシメオン幹部の一人。会員番号4番。18歳。髪色はマリンブルー。身長165cm。スリーサイズはB89・W59・H86、フェイバリットパンツはしまパン（ディスクのスキャンより）。漢字では「刹那」。
未央、梔に比べると少しお姉さんっぽいが、戦闘に突入すると容赦ない攻撃と冷酷さで、相手を追い詰める。ミッシングリンク級のニードレスで、パワーには欠けるものの、現時点では一般の幹部ニードレスの中ではトップクラスの戦闘力を持っており、コミックスのキャラ紹介の戦闘能力ゲージでカフカより上回っている美咲を一撃で倒した。また実質幹部階級である故に、カフカを呼び捨てにしていたり、彼女を「セツナ様」と呼ぶ部下も存在する。戦闘能力だけなら四天王の右天よりも上である。少女部隊では恐らく最もまとも。ツッコミ役に回ることが多い。イヴと容姿が似ており、本人から「妖怪きゃらかぶり」と呼ばれる。
ブレイドとアークライトの戦いの後は、任務失敗の責任を問われ（実際はある事件の調査のため）、梔とともに聖ローズ学園に戻されていた。その後はブレイド達の街襲撃の際には本隊に復帰しており、クルスと対峙するも、復活した照山と未央に妨害される。聖痕を得る形でパワーアップした照山にやや押され気味となっており、自身がミッシングリンク級のニードレスにも関わらず聖痕が無い事に納得がいかないようで、逆に聖痕に目覚める形で復活した照山に対して妬みに近い憤りを見せている。最終決戦で左天の黒の引力で操られて離瑠を殺害したが、その後の登場はなく消息不明である。
F：速（スピード）
自らの速度を加速させる能力。一瞬のうちに相手の懐に飛び込み攻撃する。最大マッハ9まで加速できる。加速時は反射神経も加速度相応のものになるらしく、音速を超越しながらも極めて精密な動作が可能。後にブレイドも「覚えた」が、彼曰く体格の関係からオリジナルの彼女の方が若干性能が良い。技名の「ディーンドライブ」とは、UFOの航法とされている理論の名であり、後に続く単語は高速の航空機や装置などに由来する。
- ディーンドライブF・H（フォックスハウンド） - マッハ2のスピードで敵に連続攻撃を行う。
- ディーンドライブB・B（ブラックバード） - マッハ3のスピードで敵を攻撃する。
- ディーンドライブR・T（ロケットスレッド） - マッハ9で敵に突進する。セツナの限界速度のため、絶大な威力を誇る。

梔（くちなし）
声 - なし / 茅原実里
少女部隊の一員でありシメオン幹部の一人。会員番号7番。年齢不詳。髪色はミモザ。身長160cm、スリーサイズはB79・W61・H88、フェイバリットパンツはレース（ディスクのスキャンより）。左利き。
喋らず、いつもスケッチブックで言葉を交わす。クールな雰囲気だが、構えが変なポーズ、よく文字を間違えるなどボケることが多く、どちらかというとギャグキャラとしての印象が極めて強い。喋らない故に表情の機微に乏しいがブレイドの変態発言に怒りを露わにしたり、サソリをボールペンで突いて遊んだり、総督の館の脱出の際に自分のお気に入りの服を使われ泣くなど感情自体は豊かである。高所恐怖症。フラグメントに関係しているのか、嗅覚が優れているのが自慢。離瑠様一筋で男性に興味がないらしいが、女装したクルスには、鼻血を出すほど興奮しており、セツナとのツーショットでのパンチラ写真においては、顔面が象になっていた。本人いわく「それほど男に興味ない」、「女装が似合う男の子ならオッケー」であるらしく、裸で抱きついたりと女装のクルスにかなり大胆な行動に出ており、相当のお気に入りである模様。ミッシングリンク級のニードレスで未央やセツナより戦闘力は若干劣り、3人の中ではコミックスの戦闘力ゲージで唯一右天より劣っているが、（ただし原作者は右天より強いと述べている）実質的にほぼ無限に技を作れるZERO破りに適した能力の応用性の高さにより、ブレイドとの初戦闘時には、彼にほとんど手も足も出させなかった。また、本来彼女の能力は機械の相手には効かないにも関わらず、ディスクの仕掛けたテスタメントの軍勢を軽々倒したり（ディスク曰く計算外の速さ）、ブレイドの不意打ちのテンペストスレッドを無傷で防いでる事から純粋な身体能力も高い。実は喋れる（作中では発言は1回だけ）。ブレイドからは「くつした」と呼ばれており、アイアンマウンテンで対峙した際に告白されたことがある。
ブレイドとアークライトとの戦いの後、セツナと共に聖ローズ学園に呼び戻された。その後はブレイド達の街襲撃の際には本隊に復帰しており、クルスと対峙するも、復活した照山と未央に妨害される。照山が炎使いである為に、香の能力とは相性が悪く、押され気味になっている。左天の黒の引力で操られて離瑠を殺害したが、その後の登場はなく消息不明である。
左腕にジェットガントレットを装備しており、「鉄火巻き」という名前を付けている。普段は能力の香りを風で流すために使っているが、風速を上げてパンチの加速に使用していたりもする。シティでの決戦では、両腕にジェットガントレットを装備している。
作者の別作品、白砂村の登場人物をモデルにしている。名前の由来は、喋らないから。ギャグシーンが多く、そのほとんどがデフォルメ調で描かれている。
F：香（フレグランス）
敵の脳や神経を麻痺させる香りを出すことができる。『ZERO』の能力で覚えれば効果を中和できるが、香りは体内ホルモンの調合・調節で無限定に調整可能なため、1つ覚えても防衛としてはすぐに意味をなさなくなる。空気を伝うことで成立する能力であるため、炎や風によって遮断されるという弱点がある。
- メイデンリストリクション - 香りで敵の体を麻痺させ動きを封じる。
- クラウンマリオネット - 香りで敵の体を操り、自分自身を攻撃させたり、危険な場所へ向かわせることができる。
- リリステンプテーション - 香りを嗅いだ者に最も望む幻を見せる。幻覚から覚めない限り、現実で何をされても一切察知できない。彼女はこの技をかける時のみ意図的に喋った（ツッコミで口を開かせるため）。なお、現状が既に理想郷となっている者には一切通用しない。
- ジェットパンチ - 自分の腕に着けているジェットガントレットでパンチ力を増強して、敵を殴り飛ばす。

七海（ななみ）
声 - なし / 高橋まゆこ
少女部隊の一員。身長155cm。15歳。髪色はベビーブルー。
任務に任命されたセツナ達の失敗を告げ口し、セツナ達に殺される（アニメでは勝負に負けた末に全裸の緊縛写真を撮られただけで済んだ）。この際、眼に涙を浮かべて命乞いをしたが笑顔で切り捨てられた。まだ覚醒していなかった頃のセツナ達は能力的に低いのに離瑠に可愛がられていたため、初めから仲が悪かった。主に美咲と組むことが多い。その後彼女のクローンらしき少女部隊員が左天に洗脳された状態で登場し離瑠を殺害している。
F：アクアコーラル
水のエレメントを操り攻撃をする。水はその場から出すことができる。また、水の噴出する場所でも効力が発揮できる。
美咲（みさき）
声 - なし / 豊口めぐみ
少女部隊の一員。身長149cm。14歳。髪色はコルク。七海と同様の理由でセツナに腹部を貫かれ殺される（アニメでは生存するが、七海と同じく全裸の緊縛写真を撮られる）。七海と組むことが多い。その後彼女のクローンらしき少女部隊員が左天に洗脳された状態で登場し離瑠を殺害している。
F：フェルゼンザント
土や岩石のエレメントを操り攻撃する。その場にある地面や床などを使用する。
胡桃（くるみ）
声 - なし / 嶋村侑
少女部隊の一員。16歳。身長163cm。髪色はコカブラウン。髪型は三つ編み。
シメオンの洗脳要員であり、普段は表舞台に出ることは無い。戦闘能力は皆無。第3シェルターでの戦いではクルスの指示で動いた照山・セト・ソルヴァのコンビネーション攻撃により居場所を見破られ、更には本棚の欠片が体に突き刺さって死亡。その後、遺伝子はまだ利用できると言うことで左天に凍結させられる。その後彼女のクローンらしき少女部隊員が左天に洗脳された状態で登場し離瑠を殺害している。
F：黒の引力（ブラック・アトラクション）
ESPウィルスを経口感染させることにより他人を操る。術者を倒しても洗脳は解けず、むしろ感染者の脳内にウイルスが残り、最後の命令を実行し続けてしまう。
洗脳イヴ
胡桃の能力で洗脳されたイヴ。会員番号幻の48番。胡桃の送信した命令に忠実に従う。
体に埋め込まれたスーパーゲル状デロドロンドリンクの濃縮源液により『変身』の弱点だったエネルギー切れが克服されている。基本的な戦闘能力は変わらない。
ほのか
声 - 井口裕香
なつき
声 - 真堂圭
結愛（ゆあ）
声 - 竹達彩奈
シメオンビル周囲に集ったニードレスの暴動を鎮めるため、屋外コンサートを行なう。能力は不明。
アニメ版最終話では倒壊するビルの破片からセツナ・梔・未央の三人の手で救われる描写がある。
原作では終盤で左天に洗脳され、他の洗脳された少女部隊とともに離瑠を殺害している。
山田
49人目の少女部隊員。女装したクルス。マダム・ブラックの計らいにより正式な隊員となった。

#### 聖ローズ学園

##### 教師
マダム・ブラック / 鉄柳黒子（てつやなぎ くろこ）
42歳、身長176cm、髪の色はココアブラウン。
聖ローズ学園の寮長。そのドレスは鋼鉄製であり、滅多な事では破れない。このことを「読者の皆様に報告して」クルスを安心させた。淑女を育成しているだけあって、底の厚い眼鏡に隠された素顔は、かなりの美人である。
実はクルスが学園の人間ではない事、かつ女性では無い事に最初から気付いていたが、聖ローズ学園の名前の由来であるバラの花言葉「美」「乙女」「秘密」の信念からあえて彼の素性を問わなかった。学園を出て行くクルスが怪しまれないようにするため、またクルスが学園内の事件解決に活躍したことを評価し彼を少女部隊正式隊員に任命する。
本作より未来である「NEEDLESS1.5」のマザー・ブラックと同一人物である為、今後の生存が確定していると記述されている。
名前の元ネタは黒柳徹子から。
F：風（ウィンド）
空気の流れを操り、風を起こす。なお、この能力を（ブレイドのように）悪用する人がいたとしたら、「スカートめくりに用いるでしょう」と断言している。
- 鋼鉄ウィッグサイクロン - 鋼鉄のウィッグを高速回転させ、空気の盾を作り出す防御技。
- アンビリーバボーアンブレラ - 傘を回転させることで周囲の空気を吹き飛ばす。そのまま傘を高速で発射することも可能。
- エレガントサイクロン - 強力な竜巻を巻き起こし、相手を吹き飛ばす。劇中では生徒に対して使用されたため、発動時には『一人職員会議発動』、止めの際は『判決・退学!』という決め台詞があった。

メリオル
実地訓練担当の教師。薔薇と帽子のような形の髪飾りをつけている。
詳細は不明だが幻覚系の能力を持っており、ファンも多いらしい。
ノーブレ
コンピュータ学担当の教師。
人間の思考を凌駕するスピードのタイピングが得意だが、ニードレスであるかは不明。
グラン
国語担当の教師。
医師でもあり、学園の爆弾事件の検死を担当していた。
彼女の証言が、事件解決の重要な手がかりとなる。
また、このとき入浴シーンも披露し、クルスを凍結させた。
アラケル
数学担当の教師。
クルスがクラスに入り込んでいることを気にしないなど、細かいことを気にしない性格。
凜に、首席を狙っていることをごまかすためだけに殺害されてしまう。

##### 生徒
凜（りん）
17歳、身長170cm、髪の色はゴシックパープル。
普通クラスの生徒で新聞委員。羽のような髪飾りと眼鏡が特徴。ひなたの提案に乗り、クルスの素性を調べようとした。
実は一連の聖ローズ学園の連続事件の犯人であり、ニードレス。彼女自身はニードレスクラスでの過酷な競争を避けるため、能力を隠して普通クラスに編入。さらに自分が首席となるため、「努力するより上を蹴落とした方が楽だから」という思想の元、他の首席の生徒を自身の能力で次々と殺害していた。
普段は控えめな性格を装っているが、首席の生徒を狙っていることをごまかすために関係のない教師まで殺害するなど、その本性は劣悪そのもの。しかし、クルスの推理によって犯行が明らかにされてしまい、自身の能力でクルス達を口封じのために殺そうとするも、マダム・ブラックには歯が立たず倒される。クルスの正体を後一歩で理解する所まで来たが、肝心な部分で大きな勘違いをしていた。
また、現場の確認を怠って決定的な証拠を残してしまったり、教師の戦闘能力を計算に入れていなかったなど、詰めの甘い面もうかがえる。
後にBQとともに助っ人としてクルスに加勢。味方になっても非道な性格はクルスに恐れられている。ブレイドには能力を覚えるだけ覚えた後無碍に扱われた。その後どうなったかは不明。
F：圧力（バイオニック・コンプレッサー）
空気に圧力を加え、操る能力。空気を圧縮して放つことで相手を吹き飛ばしたり、空気の壁を作ることができる。最大まで空気を圧縮すれば、爆弾レベルの風圧を生み出すことができる。相性とはいえ、セツナ、梔の能力を無効化させるほど強力。周囲に異常気圧を加えることで、周囲の人間に高山病や潜水病のような症状を引き起こさせることも可能。
- 異常気圧 - 周囲の気圧を変動させ、高山病や潜水病などの症状を引き起こさせる。屋内、特に風通しのない室内で有効。
- インパルスプレス - 小規模に空気を圧縮して砲弾の様に放ち、相手を押し潰す。高速で発動できるが持続効果は一瞬。

ひなた
普通クラスの生徒で、凜のクラスメート。保健委員で応急処置や看護の単位を持っている。
好奇心旺盛な性格で、セツナと行動していたクルスの正体を怪しみ、凜と共に彼の正体を探ろうとした。
凜の本性にはまったく気づいていなかったようである。
小柿レル（おがき レル）
普通クラスの生徒で自称「カンニングプロの小柿レル」。
名前および自称の由来は「堪忍袋の緒が切れる」で、それに関連したギャグもあった。
自称どおりカンニングの達人で、特製のカンニングペーパーは本と呼べるレベルの厚さ、さらにそれを体内に隠すカプセルまで用意している。
それらを駆使することにより首席に上り詰め、それが原因で凜に命を狙われるが、セツナがギリギリで救出したため一命を取り留めた。
ユキ
風紀委員。普通クラスかニードレスクラスかは不明。
爆弾事件の捜査に協力していた。
その後、本性を表した凜を止めるために飛び掛るが、あっけなく吹き飛ばされる。
坂城篠
連続殺人の被害者の一人。名前のみ登場。

#### シメオン統治部隊
ハットフィールド
46歳、身長188cm、髪の色はダークブラウン。
名前通りシルクハットを被り、ステッキを手にした紳士的な風貌。能力の応用力が極めて高く、階級こそ一般幹部であるものの、実質的な力は四天王級とされている。「シメオン統治部隊」隊長で、華夏の集落で少女部隊（未央とクルス）の妨害にあった事を不審に思い、アルカ及び彼女が率いるクローン部隊とともに出撃する。「紳士的に……」という言葉を口にするが、敵と見なした者は如何なる手段を使ってでも排除する冷徹な性格。自身の能力で未央、凛を圧倒し、クルスたちを窮地に追いやり、再登場したブレイドに対してもほぼ全裸に靴下の幼女型クローン「新（ネオ）クローン部隊」を使い圧倒したかのように思われたが、ブレイドの成長（?）により形勢逆転。セトとソルヴァの連携技「プレデタークロス」を受け死亡した。
F：雨乞い（レインメイカー）
元々「雨乞い」を生業とするシャーマンの家系の末裔である彼が身に着けた能力で、水系能力の最高クラスに位置する。周辺の気象を雨にするほか、大気中の水分を集めて好きな形に固形化させて攻撃、防御、身体の洗浄などの用途に使用できる能力を持つ。また、水分を粘性にしての相手の束縛や、足元に練成した水の上を滑走することによる高速移動も可能。
- レインレーザー - あらゆるものを貫通するウォータージェットを撃ち出す。周囲の空気中の水分を集めて発動する場合と、上空の雨雲から発生させる場合の2通りあり、どちらも連射が可能。標的までの距離で威力が変わるため、後者の方が威力が高い。
- アクアコーラル - 少女部隊の七海の能力と同名だが、あくまで技の一種。自分の目先に水の幕を張り、敵の物理攻撃を軽減する。
- レインニードル - 濡れた自分の体表面からハリネズミのように水の針を繰り出し、ゼロ距離の敵に致命傷を与える。
- レイングラインダー - 大気中の水を回転ノコギリのように形成し、敵を切断する。
- レインハンマー - 大気中の水をステッキの先に集め、槌を形成し、敵を叩き潰す粉砕特化技。

クサイモン・ニフター
ハットフィールドの部下。テスタメント3機を連れて華夏たちを襲うが、クルスたちの応戦で撤退。ハットフィールドたちの下に逃げ帰る。再度の攻撃作戦中、アルカに殺された。
イングリット&モングリット
ハットフィールドが指揮する「新（ネオ）クローン部隊（正式名：最新χ-χ型クローン部隊）」の2人。「ほぼ全裸に靴下」の少女という、ブレイドの弱点を狙った容貌をしていたが、弱点を克服していたブレイドに倒された。戦闘能力では本来ならニードレスの敵ではないが、ブレイドには「間違いなく今までで最強の敵だった」と評された。目の白目部分が黒、黒目部分が白で描かれており（モノクロ原稿で）、これは他のクローン部隊やBQと同じ描写である。

#### 上帝（オーバーロード）
石山が引き出したブレイドの記憶の中で勢力を築いているギルド。現世でも存在してはいた。
シュトローム
ギルド・上帝の頭領で一児の父。二つ名は「氷のシュトローム」
ヒゲをたくわえた威厳あふれる容姿だが、花柄のマントと娘の作った服に身を包み、チャラ男な言葉を喋る。容姿や発言の端々に親馬鹿な面を持つが、前言を容易に撤回する冷酷さと狡猾さを併せ持つ。本人曰く「忘れっぽいだけ」。
石山が引き出したブレイドの記憶の世界では、軍隊あがりのならず者たちを纏め上げて「上帝」を組織し、リファイアバーグに君臨する。攻め込んできたブレイドと左天を迎え、左天を相性で完封しつつ、ブレイドをなぶる。だが、クルスの指示により二人は共に第四波動を放ち、防御に使った氷が化学反応を起こし爆発したことにより敗北した。
現世ではシメオンの一般幹部に所属。ハットフィールドとチームを組んでおり、華夏の集落にあった巨大な氷も、ハットフィールドの水を凍らせたものである。しかし、ブレイドの記憶の世界で死亡したかのような展開になっている為、その影響で現世でも既に死亡してしまった可能性がある。
F：氷
大気などを凍らせる。アルカと全く逆のフラグメント。フラグメント自体は大気中の水分を凝結させるというシンプルなもの。シュトロームはそれに加えて肉弾での攻撃を併せる。
ディスク曰くシュトロームとアルカと左天は能力の相性の上では面白い三角関係になっているらしく、相性の優劣によりシュトロームは左天に絶対に勝てるが逆にアルカには絶対勝てず、その左天も相性によりアルカに勝るとの事。
- 金剛無情拳 - 相手に叩き込んだ拳から能力を使い、凍結させる。遠距離から拳を突き出し、氷の槍を発射する技もこの名前だった。
- 金剛慈氷拳 -
- 獄門・衣領樹 - アルカの「伝導・炎神の息吹」の様に、地面に冷気を走らせて、相手を衣領樹を象った氷に閉じ込める。

ヴォーラス
石山が引き出したブレイドの記憶の中に登場した、シュトロームの娘。褐色の肌をした長髪の少女。若いころのブレイドたちと頻繁に争っていた。
その後、エイルシステムを手に入れるために上帝の本拠地へ向かうブレイド達の前に立ちはだかるが、「時間がない」という理由で左天の『第五波動』で吹き飛ばされた。
F：ゴルゴンヘア
髪の毛・体毛を自由に操る。髪は引きちぎれてもすぐに再生する。
メングロウズ
BSで隠遁する医師で、APに少しだけ携わっていた。クルスと縁があり、彼がまだ姉と共に行動していた際に、彼を治療している。実はその時、2つに分割された「神の設計図」のチップの内の一つを、密かにクルスの頭部に埋め込んでいた。また、掌には火傷があるが、それは聖痕（スティグマータ）によってつけられたものであるらしい。
ブレイドの記憶の中では、ギルド・上帝の科学者。進化論研究者でいわゆるマッド・サイエンティスト。APに僅かながら関わっていたことがあり、その際に出会ったギドから大きな影響を受け、その理想を実現すべく、上帝で実験を繰り返している。

#### その他
クロシェット
声 - 志村由美 / なし
ドラマCDオリジナルキャラクター。シメオン情報局に所属するニードレス。
ディスクを情報空間に拉致し、情報空間に乗り込んできたブレイドたちと対峙する。見かけは小さく、髪をツインテールにし鈴でおさえた外見をしている。展開次第でまったく別な形で本編に登場する予定はあるらしい。
F：リバーサルブレイン
相手に鈴の音を聞かせ、対象となった相手は270度性格が反転する。クロシェット（術者）から離れれば離れるほど能力が弱まり、反転も無くなる。その能力は役に立つ人間ほど役に立たず、その逆もある（むしろ彼女の敗因は、この能力で意外なキャラが活躍したからである）。
また、能力とは別に情報空間と融合しており、自身の思い通りの現象を発生させることが可能。ただし空間と一体化しているため、地形が受けたダメージは自分にも伝わる。
レントナー、ユリースト
シメオン所属。ミューティレーションガンを用いてニードレス狩りを行っていた。照山の仲間の仇で照山を狙うも、ブレイドと照山によって敗北する。
能力は無いが、過去にテスタメントと共に照山の仲間を全滅させ、照山に重傷を負わせ、現代においても二人がかりとはいえ、照山が気付かれず彼の背後を取る等、戦闘能力は高い。
プリマリア、エスクエラ、セクンダリア
声 - なし / 志村由美 他
シメオン製薬に仕えるメイド。社内にはクローンが何十人も配置されている。声優は不定で、兼役のためクレジットされないことが多い。

### その他の登場人物

#### 第1部
キリストセカンド
過去映像やイメージシーン等にのみ登場。本作のキーパーソンとなる伝説の人物。第三次世界大戦後の日本に突如として現れた人間。世界最古にして最強のニードレスとも言われている。ニードレス全ての能力（フラグメント）を持ち、神のように崇められたためそう呼ばれるようになった。「死すらも、彼の行動の制限に過ぎない」とまで言われている。
世界各国に狙われていたため、彼の存在と情報を守るために人為的に殺され、密かに聖骸として彼の遺体を残しアダム・プロジェクトで彼のクローンを復活させようとした。
ミズハという、後に反乱軍の始祖となる女性と行動を共にしていたというが、詳細は不明。
その正体は、「向こう側の世界」から先遣隊としてやってきた天使の一体。ゲートを通過する際に力を使い果たし、人間に寄生する形で生き永らえた。そのため、「全能者」としてニードレス全ての能力を扱う力こそ残ったが、「人間に殺せる」程度の生命体へと劣化してしまっていた。
アニメでは同じ人物ではあるが「ザ・セカンド」に変更されている。
石山（いしやま）
声 - なし / 千田光男
「『街』の有力者」である冷静沈着な白髪の老人。シメオン製薬への資金提供者。666人委員会のメンバーでもある。自身の肉体に「エデンの林檎」を投与しているため、気配を消したり、未央を軽くあしらうなどの強さを持つ。
アニメでは、ニードレスではなく普通の人間であった。最期は左天の反乱により死亡するが、動揺の素振りも見せず、死ぬ間際にブレイドの存在を警告した。
F：記憶の番人（メモリーガード）
- ブラックアウトインボーク - 対象の肉体から禍々しい扉を具現化させ、それを覗くことで本人の記憶を調べる。この能力のため周囲から「石山に嘘はつけない」とも言われている。ブレイドに使用したが、ブレイド本人が抵抗して扉を大破し、その破片が直撃したクルス、左天が「ブレイドの記憶の世界」に取り込まれるという想定外の事態を引き起こした。

ザカート
声 - なし / 土田大
BS解放軍の隊長。身長186cm。年齢は37歳。髪色はミドルブラウン。
正義感の強い人格者。クルスの保護者代わりの人物であり、BSを解放するためにアークライトに勝負を挑むが、圧倒的な力の差で敗北する。アルカが裏切り者であることを薄々感づいていたため、彼女に殺害される可能性が最も低いと思われるクルスに解放軍の極秘情報を収めたチップを託した。
F：岩石崩（フェルゼンアヴァランチ）
砕かれても瞬時に再生する岩石の鎧を身にまとう。
- 岩石作成 - 岩石を作り出す。
- 岩石拳 - 巨大な岩石の拳で打ち砕く。

ネウト、ヒジリ、IC・ラタ、イヌイ、ウツマ、フレイ・D、ミウ、T・サルト
声 - なし / 酒巻光宏（ネウト）、興津和幸（イヌイ）、小松史法（ウツマ）
レジスタンスの残党。シメオンビル落成イベントでアークライトを襲ったが、一瞬でアークライトに倒され捕食された。
アニメでは、原作にはなかった「名乗り」が追加された。
ロバート、多田道禅（ただ どうぜん）、フリン
声 - なし / 小松史法（ロバート）
シメオンビル落成イベントで離瑠と戦おうとしたが、離瑠の念動力を目にし戦意を喪失した。

#### 過去編
荻葉香澄（おぎは かすみ）
声 - なし / 久川綾
アダム・プロジェクトの一員の女性。元はイヴ・プロジェクトの研究員でギドの助手を務めていた。
キリストセカンドのクローン体である「ブレイド」と「アークライト」の名付け親でもある。アダム・プロジェクトの実験成功後、イヴ・プロジェクトの実験に参加。ギドとは惹かれ合い、相思相愛になりかけていたが、実験中の事故により帰らぬ人となった。なお、彼女の姿は過去編の前に梔の「リリステンプテーション」のギドの幻影で姿を見せている。コミックスのガイドでは彼女が死亡した事故が物語と何らかの繋がりがある可能性が指摘されている（事故の詳細な描写がないため）。
神無月鏡司（かんなづき きょうじ）
声 - なし / 谷山紀章
香澄と同じくイヴ・プロジェクトの研究員であり、香澄の死後もギドの助手を務めていた。
アニメでは、香澄に好意を抱いていた節があり、EPの成功検体である「イヴ」の世話役として、彼女には色々と手を焼かされていた。その後、アークライトの影響でプロジェクト崩壊の際に負傷をするも、666の手によりAPの実験体として白毫・エデンズシードなどを施され、左天として復活を遂げる。
首誠一（おびと せいいち）
声 - なし / 赤城進
アダム・プロジェクトの主任。
由馬光太郎（ゆうま こうたろう）
声 - なし / 佳月大人
イヴ・プロジェクトの主任。アダム・プロジェクトを完遂させるために、ギドを香澄と共にアダム・プロジェクトの研究に送り込んでいる。

#### 第2部
ゼペット
BSでは珍しい職業である人形師の老人。未央のぬいぐるみの製作者。
どんな注文も完璧にこなす天才職人として有名で、自身のバックアップボディなど、人間そっくりの人形まで作ることができる（ただし街においては違法）。
1年前、第三次世界大戦時に開発されたクローン部隊の脳（ブレイン）を手に入れ、それを自作の人形BQに埋め込むも、戦闘用の脳であったためか暴走。そして彼らに監禁されてしまうが、クルスと未央に助けられた。
BQ
ゼペットの作り出した男性型の人形。ニードレス並の戦闘能力を持つ。1歳、身長174cm、髪色はミドルブラウン。
上記の原因で暴走。ゼペットを監禁し、彼のバックアップボディを奪って本人に成りすますが、その身体を維持するためには人の身体の組織（特に若い子供のもの）が必要なため、人間を狩り続けていた。
身体の材料にオリハルコンが使われており、そのオリハルコンをゼペットに加工させ、超重量のボディを手に入れようと企むが、未央のぬいぐるみに関する衝撃の事実を知り、精神回路に深い傷を負ったところを未央に倒された。
その後、今までの罪の免除と現在使用しているボディの所有を条件に、華夏の集落の助っ人として加勢。強固なボディによる肉弾戦でクルスを助ける。
QT
ゼペットの作り出した女性型の人形。1歳、身長180cm（ヒール含む）、髪色はオーライエロー。
BQと同様の理由で暴走。BQをマスターと呼び、付き従うが、BQ共々未央に倒される。
華夏（かな）、ダーツ、イシハラ
庵中喪作（あんちゅう もさく）
華夏たちが住む村「闇市」の長老。
機動隊長
『街』の機動隊の隊長で半機械。本名は不明。侵入してきたブレイド達の前に立ちはだかり、ディスクと戦闘。しかし圧倒的な技術力の差により敗北する。幼少時に腕力の無さに強いコンプレックスを抱いていたことが機械化の理由であるらしく、ディスクからは「弱いのを才能のせいにして楽な道に逃げた臆病者」と罵られた（ブレイドも、照山のクローンに対してまったく同じ指摘をしていた）。
- サテライトスピアー - 足のジェットで加速し、回転する左手で攻撃する。しかしディスクにあっさりかわされ、強烈なカウンターを食らった。

#### 外伝
ヴォンザンガー・ヘオコイダー
声 - 宝亀克寿
BSのI31地区に住む将軍で、ヴォンザンガー金融の経営者。金目のものに目がなく、屋敷の調度品は全て純金製。
シメオンに営業量の半分を税金として取られており、シメオンを毛嫌いしている。
その後シメオンへの納税を拒否したためにセツナ達の任務の標的にされ、屋敷の調度品を散々破壊された挙句、全裸で縛り上げられた。

## シリーズ
本作は、作者が高校時代にノートに描いていた2000ページの長編漫画『NEEDLESS』（未公開、通称『原作NEEDLESS』）が元とされている。これは、ブレイドが主人公の前編『NEEDLESS 1』と、アダム・ノイシュヴァンシュタインが主人公の後編『NEEDLESS 2』に別れ、本作は『NEEDLESS 1』のストーリーをなぞっている。
本作の他にも、『原作NEEDLESS』を元にした同じ世界観に基づく作品が描かれている。『NEEDLESS ZERO』（『NEEDLESS 0』とも）と『NEEDLESS ZERO TWO』（『NEEDLESS ZERO II』『NEEDLESS 0 II』とも）が単行本化されており、やや設定が異なるが同人誌『BLACK SPOT』が出版されている。
また、聖書をモチーフにした『NEEDLESS』に対し、古事記・日本書紀をモチーフにしたその「日本版」が『白砂村』である。
NEEDLESS ZERO
『ウルトラジャンプ』2001年8月号から2003年10月号（本編開始直前）まで不定期掲載されていた読み切り（一部は前後編）作をまとめた短編集。時代は本編の過去か未来で、登場人物は本編とも各話ごとにも基本的に異なるが、一部に共通のキャラクターが登場する。アニメでは「死神の聖剣」を回想風に挿入している。
NEEDLESS1.5
第1回21世紀ウルトラ漫画賞準入選作・デビュー作。本編より未来の、『NEEDLESS 1』と『NEEDLESS 2』との間に位置するエピソードのため1.5とされている。
NEEDLESS / 死神の聖剣
本編より過去のエピソード。ブレイド、セト、ソルヴァの前日談。
NEEDLESS / セカンドサイト
『NEEDLESS 2』のエピソード。サブタイトルはオカルト用語で「第2の視覚」という意味。
NEEDLESS / エゴイックロータス
共に、『NEEDLESS 2』のエピソード。サブタイトルはオカルト用語で「人間の超能力を封印している蓮の華びら（魂の蓮華）」という意味。
NEEDLESS ZERO TWO
本編連載と平行して、『ウルトラジャンプ』2005年9月号から2008年2月号まで別冊（「ファイアダイヤモンド」のみ本誌掲載）『NEEDLESS外伝』として不定期掲載されていた短編集。本編と登場人物は共通しており、幕間のサイドストーリーや、前日談が収録されている。ギャグ要素が強いエピソードが多い。アニメでは「キラーガールズ」と「ゴルディロックス」を本編内に挿入している。
—創世記—
本編よりかなり過去のエピソード。アークライト、カフカ、左天、離瑠の前日談。
バーニングナックル
8.5話。
キラーガールズ
本編より過去のエピソード。少女部隊の前日談。ただしアニメでは17話と18話の間に相当する箇所（アニメ7話Aパート内）に挿入。
ホラーハウス
17.5話。
ゴルディロックス
16.5話。
ファイアダイヤモンド
本編より過去のエピソード。カフカと右天の前日談。
BLACK SPOT
本編より未来の『NEEDLESS 2』のエピソード。「NEEDLESS1.5」に登場したカインが主役となる。

### 時間軸
連載中の本編と番外編は、次の時間軸で進行している。本編が進むと、「NEEDLESS1.5」に繋がるとされている。『NEEDLESS』シリーズのほか、『白砂村』と「全能者」（『ウルトラジャンプ』掲載読みきり）も少しだけリンクしているとされる。
- 白砂村 - 2001年[13]
- 全能者 - 2002年[13]
- （第三次世界大戦） - 20XX年、半世紀近く前（アニメでは半世紀前）
- （過去編） - 2114年
- 創世記（02） - 2124年、本編の10年近く前[14]
- 死神の聖剣（0） - 2130年、NEEDLESS1.5の2年前[8]
- キラーガールズ（02）
- 本編 - 2130年、2132年。基本的には、1話本編冒頭、『NEEDLESS ZERO TWO』各話解説ページ、アニメ1話冒頭で2130年となっているが、2巻207ページとそれを元にしたらしい集英社『NEEDLESS』スペシャルコーナーの「キリストセカンド」のみ2132年となっている。
  - バーニングナックル（02）
  - ゴルディロックス（02）
  - リバーサルブレイン（ドラマCD）
  - ホラーハウス（02）
- セカンドサイト（0） - 2130年、2132年[15]
- エゴイックロータス（0） - 2132年[7]
- NEEDLESS1.5（0） - 2132年
- BLACK SPOT - 2132年〜

（0→NEEDLESS ZERO、02→NEEDLESS ZERO TWO）
一部のエピソードは西暦年が明らかにされている（本編と「セカンドサイト」には2つの西暦年が出ている）。
「ファイアダイヤモンド」はこの表には現れていないが、「創世記」と本編の間である。
「セカンドサイト」「エゴイックロータス」は『NEEDLESS 2』のエピソードだが「NEEDLESS1.5」より前になっている理由は不明である。なお、これらを「NEEDLESS1.5」の後に位置づける図も発表されている（ただし最新のエピソードが載っていない。本文中の順序は『NEEDLESS』ガイドブックの表より。図（画像）では「セカンドサイト」「エゴイックロータス」と「NEEDLESS1.5」が逆転している）。

## NEEDLESS ZEROの登場人物
『NEEDLESS』が連載される前の読み切り作品を集めた作品。のちに本編に登場したキャラクターもいる。

### NEEDLESS1.5
カイン
自分がニードレスかどうか気になってBSに入った街の少年。途中暴漢に襲われ逃げ込んだ教会でアダムに会う。父親も同様にニードレスだったが「駆除」されている。
名前は旧約聖書のカインから。
『BLACK SPOT』のカインの若い頃だが、設定は一部異なる。
F：声（ボイス）
詳しいことは不明
「僕にさわるな」という言葉で相手の動きを一瞬止め退散させた。
作者の公式サイトでは『のちに「格言砲」という必殺技を得る。』と記述されている。
『BLACK SPOT』では「格言砲」以外に「言霊憑依」等の必殺技が使われている。
アダム・ノイシュヴァンシュタイン
教会のシスター。一人称は「ぼく」。ある人体実験（アダム・プロジェクトか）の失敗作で昔のことは覚えていない。物忘れが激しく人の名前を覚えないのはもちろんのこと、おととい落ちた井戸にまた落ちたりしている。他人の前ではため口で少々乱暴口調だが、マザー・ブラックの前では猫をかぶっている。だが、シスターらしく優しいところもある。彼女も本編のブレイドと同様に、敵に止めを刺した時は「判決・死刑!!」と言う。
『NEEDLESS 2』の主人公。ブレイドとは「ほぼ同一人物?」とされ、チョーカーの番号が共通。容姿は『変身』を使用し戦闘服をまとったイヴと似ており、女性とされているが、アダムという男性名、アダム・Cに一度「お兄ちゃん」と呼ばれることから、性別に関わる裏設定があるようである。
本編においても、彼女らしき人物がクルスの前に現れ導いた。後に最終話で登場する。
F：ZERO
本編のブレイドと同じ能力。白毫による能力の習得の仕方を見せている。作中では『氷』『声』を習得・使用している。
- 金剛慈氷拳
- ニードレス ミューティレーション

マザー・ブラック
アダムが住む教会の持ち主。数年前にアダムを引き取り共に生活している。アダムの過去を何か知っているようだが語っていない。「ザマス」口調。常に傘を携帯している。本編には「マダム・ブラック」として登場。
F：風（ウィンド）
自分の素手から風を出すことができる。能力に応用が効く。
- アンビリーバボーアンブレラ - 傘を相手に投げ付けるのと同時に突風を巻き起こす。
- エレガントサイクロン - 手を上げながら、相手を風で吹き飛ばす。

色即（しきそく）
BSに入ったカインを襲った暴漢の二人組。常に冷静で丁寧に話すが腹黒く、不意打ちなども行う。是空の台詞に点数を付けながら突っ込んでいる。最終的にはアダムに吹き飛ばされる。
F：氷
手から氷を出すことができる。また、この氷でかき氷も作ることができる。
- 金剛慈氷拳 - 殴ると同時に氷を零距離で放出する。

是空（ぜくう）
BSに入ったカインを襲った暴漢の二人組。乱暴な口調で短歌気取りにしゃべるが、そのたびに色即に突っ込まれている。是空は能力は無く拳で攻撃する。色即が負けた後にカインを人質にしようとしたがアダムにボコボコにされ改心する。その後はアダムを「アネさん」と呼ぶ。最終的に油断していたところアダム・Cに腕を引きちぎられる。
しいちゃん / アダム・C（アダム・サイクロプス）
カインの同級生で、自由研究でニードレスの秘密を調べにBSに入ってきた。しかしその正体はアダムの後継機のアダム・Cで、『ニードレスミューティレーション』事件の張本人。ニードレスの体の一部を右手の義手でもぎ取りDNAを採取していた。また、行方不明になったアダムの回収も命令されており、アダムを探していた。
台詞にハートマークや☆マークを入れるのが特徴。
F：ZERO
アダムと同じ能力で性能は格段に上だが、アークライトのPF・ZEROのようなタイプなのかは不明。
- ニードレスミューティレーション - 片腕の義手を回転させながら相手の肉体をもぎ取りDNAを採取する。素手でこの技を行うと手が耐え切れずに大怪我を負う。
- リトルボーイ - 本編の照山の必殺技だが、会った描写はされていない。
- エレガントサイクロン

「炎」の能力者（名前不明）
ブラックスポットの「第13ゲート」の警備員を務める「炎」の能力者。照山に似るが、関係は不明。

### 死神の聖剣
アダム・ブレイド
セトとコンビを組んで放浪している神父。本編に出てきているブレイドの若き姿。この頃はまだ性格は乱暴ではなかったが、いい加減で不真面目な性格と幼女好きなところは変わっていない。この時点では長髪でサングラスではなく普通の眼鏡をかけている。相手がピンチの時に葬儀の手続きをしようとする。
セト
死神に取り憑かれた少女。死神の聖剣を持ち歩き、神父ブレイドの許可が下りると死神の力を使用する。
ソルヴァ
ウェストBSに存在する掠奪者（プレデター）のボス。華夏が守っている村の住人にそっくり入れ替わり、セトたちに近づいた。村を襲い宝を奪おうとしている。
華夏（かな）
声 - なし / 真堂圭
10歳（本編）、身長140cm（本編）、髪の色は黒。
幼くしてダーツたちと共に村を守っている少女。父親は色々なゴロツキに慕われているニードレスだったが、他のニードレスに殺されたことで幼くしてゴロツキをまとめている。
ニードレスでも複数の能力を持つことはありえない（ZERO等の特殊な物は除く）のに火と氷を操ることでセト達を驚愕させたが、実はダーツが仕掛けた機械から発動させている。また、本編でも複数の能力を使う人間の例としても彼女を挙げられている。上記の事から、実際は能力を持たない普通の人間と思われていたが、本編でやはり彼女もニードレスであったことが判明する。ただし、自他共にこのフラグメントには、最近まで気付かなかった模様。
F：オーバーテクノロジー
プロの技師以上の機械工学に長けており、ガラクタから自分の想像した機械を溶接無しで製造できる。この能力で作ったトラップで村に防衛線を張っている。
ダーツ
声 - なし / 松本大
華夏の部下。オカマ口調で喋るマジシャン。キリンに異常な執着心を持つ。武器はダーツとトランプ。また、一コマだけ髭とネクタイが入れ替わっている場面がある。
イシハラ（トリック）
声 - なし / 宮本充
『NEEDLESS ZERO』では名前未出。アニメでは「トリック」に変更。
華夏の部下。常に笑顔でワイシャツにコートを羽織っている。ダーツを「アニィ」と呼んでいる。武器は銃。モチーフはテレビドラマ『トリック』の石原達也。
アラキ、悟、美菜、美紅
声 - なし / 仲野裕（アラキ）、小松史法（悟）
ソルヴァの仲間のプレデター。ソルヴァ同様、村人のフリをしていたが、プレデターの本性を表すと容貌ががらりと悪人っぽくなる。ニードレスではない模様。
原作では名前は明かされず、作者の公式サイトで紹介されている。
アラキ（アニメのクレジットでは「村長」）は中年男性、悟（名前はアニメのクレジットにのみ登場）は青年、美菜と美紅は母娘。

### セカンドサイト
作者曰く「ニードレスという能力者がどうやって生まれるかを描いた作品」。
亜式（あしき）
高濃度汚染区域である第3地区で大怪我した際、能力に目覚めたニードレス。その能力からサウスBSをシマとするMADDOLLの頭になっている。他人と関わりを持たず、他の人間からも気味悪がられている。大怪我の際、右目を失っており義眼となっており髪で隠れている。能力を使う際の決め台詞は「見えるぜ、貴様の罪が」。また、「エゴイックロータス」にも3コマだけ出演している。
F：第2の視覚（セカンドサイト）
見えざる者を支配する力があり、亡霊などを操ることで目に見えない攻撃を行う。死者を支配する瞳は額に存在し、そこから亡霊を吸収し「弾丸」とする。
ナラカ
第3地区の廃屋に鎖でつながれた色黒の少女。人に見えないものを見えてしまうことで隔離されており、自身も能力の制御ができない。気が弱く、戦うことを嫌っている。ジルジースが敗れて以来、亜式と行動し、無敵のコンビと呼ばれている。名前は梵語で地獄を意味するナラカ（奈落）より。
F：扉を開く者（オープナー）
無制限に死者を呼び出すことができる。「セカンドサイト」と組み合わせると無限に「弾丸」を補充することが可能となる。
- 暗黒冥穴（クリシュナ・バイタラニー） - ナラカが操る最強の亡霊である異形王ジルジースを呼び出す。ナラカが能力の制御ができないため、この亡霊がナラカの保護者代わりともいえる。

異形王ジルジース
ナラカに呼ばれ冥界から現れる死者。両肩からはアダムとイブの半身が生えている。亜式に敗れ、仲間と共に亜式に忠誠を誓う。

### エゴイックロータス
カイ・グラード、エータ
子爵階級の「市民」であり、BSをリニアカーで見学中に「大事故」に巻き込まれたバカップル。カイは『街』の「ギョウ虫検査シート株式会社」社長の息子でもある。名前はギリシャ文字のχとηから。
「ファイアダイアモンド」の最後のコマの片隅に、この2人らしき姿がある。
妙花（たえか）
喫茶『ピンクキャット』の店長。パンダ好きでパンダの髪飾りや車などを持っている。喫茶店は杏杏と呑呑、他に名前が出ていない2人と共に経営している。亜式との合コンに備えて新しいパンダの髪飾りを作っている、合コン当日に彼の隣で頬を染めている（その際、ディフォルメで描かれている）等、亜式に好意を持っているらしい。
F：気功方士（エゴイックロータス）
体内から蓮の華を出すことで気を操る。また、彼女を本当に必要としている時に蓮の華が開き気を放つことができる。怪我の治療は気の力による副産物。
杏杏（あんあん）、呑呑（のんのん）
喫茶『ピンクキャット』のウェイトレス。モデルは松浦亜弥と辻希美。

## 用語

### ニードレス
BSに住み着いた人達の中でも、突然変異によって人間離れした能力「フラグメント（破片）」を持った人達のこと。『街』の人間から『必要ない者』、または『能力者』と言う意味でこう言われている。ごく稀に街でも誕生することがある。
第三次世界大戦の際、どこかの国が落とした新型爆弾によって、人間の遺伝子を狂わせたことによって誕生したと言われている。だが、生み出した新型爆弾はどの国が落としたものか分かっていないため、敗戦国であるはずの日本は各国から高待遇（666人委員会の議席など）を受けつつ「最強の兵士を製造する実験場」として各国から目を付けられている。
なおZEROのような例外を除けば、1人のニードレスには1つしか能力が無いが、逆に同じ能力を所有するニードレスが複数存在することはある。
実際は化学物質や放射能によるものではなく、「向こう側の世界」からの干渉によって生み出されたことが判明している。

### 能力（フラグメント）
BSに住む者の一部が持つ特異な能力。
かつてキリストセカンドが保有していた能力の断片とされているため、一般に「フラグメント（破片）」と呼ばれている。
能力は素質を持つ者がBSで活動し、覚醒することで身につく。ただし覚醒しても使用しなければ次第に能力は衰えていく。
能力のピンキリは激しく、物理法則をも覆すミッシングリンクから、ナイフ並みの威力しかない物まで存在する。
外部から恐れられるだけあって戦闘能力に直結した能力が多いが、全てが戦闘用と言う訳ではなく、明らかに補助や援護に特化したものなどその内容は多岐に渡る。
ニードレスの発生原因は不明だが諸説あるらしく、クルスは「キリスト・セカンドが死の間際、人々に新しい幸せを与えるために力を分け与えた」と信じている。対してアークライトは「全知全能の神である彼から、欲深い人類が1つずつ能力を奪っていった」としてクルスの説を否定している。
その実態は、「向こう側の世界」から流れ込んできたエデンズシードに適応した数少ない人間が、向こう側の住人である「天使」の能力のごく一部を使えるようになったものであり、ニードレスの誕生とキリストセカンドの存在には直接の因果関係はない。

### アダム・プロジェクト (AP)
シティーで極秘に行われていた、キリストセカンドのクローンを造り出すプロジェクト。
かつて666人委員会が政府に介して立ち上げたプロジェクトであり、委員会がキリストセカンドを殺害後、ほとぼりが冷めたころにクローンを作り蘇らせることを目的としている。その際決して取れないチョーカーと額に白毫を埋め込まれる。アークライトがキリストセカンドの聖骸を取り込もうとした際に起こった逆拒絶反応により研究所は崩壊。唯一の生存者である六道銀もBSに逃れたため事実上壊滅したことになっている。
アダム・プロジェクト関連用語
イヴ・プロジェクト (EP)
APと並行して行われていた下位プロジェクトで、アダムシリーズの子孫を産める女性を造ろうとした。六道銀・荻葉香澄・神無月鏡司らが担当。APのデータにより完成間近となり、最初の実験体イヴ・ノイシュヴァンシュタインを完成させている。
エデンの林檎（エデンズシード）
「神の細胞」と呼ばれる謎の物質で、脳内を汚染し遺伝子を組み替えることができる毒ウイルス。細胞を移植し無事克服できればミッシングリンク級以上のニードレスになれるが、失敗すると拒絶反応により肉体が崩壊し、死ぬことになる。
アークライトの肉体に埋め込まれており、彼の体の欠損部分は、エデンズシードの塊と言えるキリストセカンドの聖骸を取り込んだ事によるもの。ブレイドにもエデンの林檎が埋め込まれているが、濃度が低いためアークライト以上の力を出すことはできない。石原などにより、APの中心研究対象物であることが明かされた。
その正体は、「向こう側の世界」を満たしている暗黒物質（ダークマター）であり、これに適応できた人間が偶発的にニードレスとなった。
聖痕(スティグマータ)
エデンズシードを開放した際に浮き出る印のこと。キリストセカンドの因子を最も多く含んだ能力の証であり、聖痕の保持者はミッシングリンクを越える能力を持つ最強のニードレスの証でもある。印の場所と形は個人により異なる。なお、聖痕の総数は使徒と同じ12個。
判明した聖痕の保持者と能力は、ブレイド（腹）とアークライト（腹、後に他の印を取り込み全身）の【ZERO】、左天（左腕）の【第四波動】、右天（左足）の【創世】、離瑠（右足）の【念動力】、アルカ（右甲）の【炎神の息吹】、照山（右肩）の【炎】、セトの【重力】、ソルヴィの【特殊磁界】、ハットフィールドの【雨乞い】、シュトロームの【氷】、ブレイドから譲渡されたイヴの【変身】、最後の判明したクルス（左甲）の【女神の盾】が判明している。ただし、ブレイドはイヴに『変身』能力を譲渡した後に聖痕は浮かばなくなった。
聖痕の保持者と同じ位置に取り組むだけでは意味を成さず、真・新約聖書に記載されていた神の設計図と同じ場所に宿すことで真の力が起動する。
キリストセカンドの姿、〈真・新約聖書第4章23節〉「その頭脳は全て知り覚える事が出来る知恵【ZERO】を持ち、その肋骨からは無限のエネルギー【第四波動】が吹き出し、その腰には生命を生み出す泉【雨乞い】が湧き出ている。その右手に触れる物全てを砕き【炎神の息吹】、その左手はどんな攻撃も防ぐ盾【女神の盾】が備わっている。その右肩には決して消える事がない炎【炎】が、その左肩には決して溶ける事がない氷【氷】が輝いている。その右膝にはどんな悪をも遠ざけ【念動力】、その左膝には幸運を引き寄せる自然の法則【特殊磁界】が働いている。その右足には大地の呪縛を解き放つ力【重力】が、その左足には人の目を欺く光の幻術【創世】が備わっている。そして、その翼に包まれるとあらゆる物に変身でき傷が癒される【変身】という。これらを組み上げることで向こう側人間「神」の姿が浮かび上がり「全能者」が完成する。
聖骸(せいがい)
キリストセカンドの遺体のこと。
ZERO（ゼロ）
キリストセカンドのクローン達が共通して持つ能力。相手の能力を体感して理解すると、その能力を覚えることができる。複数の能力を組み合わせて使用することも可能。
「全ての能力を持つ」というキリストセカンドの能力の再現に失敗した結果生まれたが、無限の可能性があることを願って「ゼロ」とネーミングされた。
チョーカー
AP実験体の首にはめられ、外すことができない鋼鉄製のチョーカー。実験体の通し番号が彫られている。
番号はアークライトが『078.A.A.』、ブレイドが『079.A.B.』、「NEEDLESS1.5」のアダム・Nは『AB0079』か『079.AB.』、アダム・Cは『080.A.C』。描写ではアダム・Cのみ最後にピリオドがないが、ブレイドやアダム・Nでも文章中では最後のピリオドがないこともあり、意図した違いかどうかは不明。
白毫（びゃくごう）
AP実験体の額に埋め込まれている水晶。脳に直結しており、能力者の額に当てることで相手の能力を直接覚えることができる。対象が死亡していても脳細胞さえ生きていれば実行可能。能力の一端である技を受けての覚え方と違い、こちらは能力そのものを完全に覚えられるが、発動に関しては理解が及ばないとうまく行えない。

### 逆拒絶反応
キリストセカンドおよびAPによって生み出されたそのクローンが接触した際に発生する異常現象。普通の人間と違い、存在するはずの無い同じ遺伝子（神＝キリストセカンド）を持つ者が複数存在するという「法則の矛盾」により発生する。
アニメでは666人委員会が次の3段階の過程で進行する現象と定義している（原作も同じ描写だが、アニメの設定と同一の理論で発生しているかは不明）。
1．矛盾の確認
神の遺伝子を持つ者同士の接触で、時空間が過去に何らかの誤りが無いかを確認する。その際、過去の映像が周辺の人物の脳に流れ込み、映画のようにそれを見ることになる。ブレイド一派はブレイド、アークライトの接触で、APの真相を知った。
2．能力の封印
ZEROにより今まで「覚えて」きた能力が使用不能となる。ただしアークライトの自己回復を含めた「変身」は生まれつきの能力のため使用可能。
3．物質のエネルギー化
逆拒絶反応の最終段階。接触して存在維持が勝った方が残り、もう一方及び周囲の物体をエネルギー化して強大な爆発を生ずる。過去編ではこの3段階目しか確認されていないが、これこそがAPを崩壊させた原因である。

### シメオン製薬
数年で街でのし上がった製薬会社。アークライトが総帥。慈善事業にも力をいれ市民の信望に厚い。だが、その裏側で人体実験を繰り返し、「不老不死の薬」（後述）を開発し街の貴族階級に売りさばいている。イヴやブレイドからはシメジと呼ばれている。
関連用語: 
シメオン四天王
楼閣寺離瑠、右天、左天、そしてアルカを加えたアークライトに仕える幹部。全員がミッシングリンク級の力を有するニードレスである。
22話まで「四天王」の名は出ず、カフカや少女部隊3人組と一緒に単に「幹部」と呼ばれていた。「四天王」の名が出てからは逆に「幹部」という言葉が使われず、「幹部クラス」（少女部隊3人組）、「四天王に匹敵する側近」（カフカ）のような曖昧な言い方になっている。
右天（うてん）・左天（さてん）
シメオン四天王のうち2人だが、個人の名ではなく「（アークライトの）右腕・左腕」を意味する称号である。少なくとも右天は交代があり、前任者はカフカである。（アニメ版では左天も過去に交代があった模様）カフカとデューン以外に右天を名乗っていた者としてマントを纏った長髪の女性が描かれていたが、彼女に関する詳しい素性などは描かれていない。デューン・ツァウバークンスト（本編開始時の右天）の就任時からは「成長過程のミッシングリンク」に与えることになっている（右天の能力が他の3人より格段に劣ることへの説明にもなっている）。原作者曰く、右天に選ばれるのは成長途中の少年が多いとの事。落成イベントの時点で新しい右天もすでに選ばれているかもしれないとディスクは推測しているが、作中では最後まで登場する事は無かった。
シメオンの一般幹部
四天王よりは下の階級にあたる幹部クラス。カフカ、未央、セツナ、梔、ハットフィールドがこれに分類される。
ただしハットフィールドは実質的には四天王と同等とされている。原作者によればこの地位を与えられているニードレスもほとんどがミッシングリンク級のニードレスであるようだが、カフカに関しては現時点ではミッシングリンク級かどうかは不明とのこと。
少女部隊
シメオン四天王離瑠の直属の部隊。名前の通りアマゾネス部隊で、女子高生のような制服が共通している。隊員には会員番号（会員ナンバー）がついており、基本的に番号が若いほど古株だが、死亡等による欠番は新人で埋められるため常にそうとは限らない。9巻時点で正規部隊は全47名（一時幻の48番だったイヴや49番の「山田」を含まない人数のようだが明言はされていない）。また後述のように能力を持たない、諜報専門の隊員も存在する。
部隊内でも実質的な階級の差が関係はあるようで、少女部隊の1部の隊員（セツナ、未央、梔）は幹部クラスの階級である。セツナらは当初左天とは対等に会話しており、この時点ではともに離瑠より下級であった。しかし、後に設定の変更があったのか上下関係が出来ている。また幹部クラスだけあってセツナ達3人は、操縦式のテスタメントを個人所有していたり、登場初期は制服では無くドレス風の衣装を纏っている、一般の少女部隊に対しため口で話すシメオンの構成員も彼女達に対しては敬語口調で対応する等、色々と優遇であったが、後に衣装は逃亡したイヴの追跡において捨てざるを得なくなり、帰還して以降は、他のメンバーと同様の制服を服装としている。
アニメでは終盤、上司である離瑠だけでなくアークライトまでも死亡した事もあってか、シメオンからは抜けたようで、ブラックスポットに残り、「喫茶・サイコキネシス」を開店（シンボルやモチーフは離瑠であり、制服もそのまま）。敵であったクルスに挨拶を交わすなど、良好な関係となっていた。
聖ローズ学園（せんとローズがくえん）
少女部隊の養成所。全寮制で男子禁制。離瑠が所長を、マダム・ブラックが寮長を務める。大きな崖を超えた所に建っている。侵入者や脱走者を防ぐために常に厳重な警備が敷かれている。
訓練期間の少女部隊隊員は週に一度しか外に出られないという厳しい規則がある。
能力者が集まる「ニードレスクラス」と、それ以外の「普通クラス」に分けられており、戦闘向きの能力者は実戦、知恵のある者は情報処理やスパイ活動、それ以外は女の色香で任務を遂行するよう教育される。
3か月に一度筆記試験があり、その試験で赤点を取ると「おしおき」がある（セツナ曰く、とりあえず全裸にされるのは確実）。
テスタメント
ニードレスの駆除機。通常の人間には破壊不能な装甲と多彩な武器を持つ。アイアンマウンテンに配置されていたものはZM-2式。クルスを追っていたタイプは最新型でMG（マシンガン）搭載型のZM-6式。また、乗用や対戦車型のZM-8式もある。
ドラマCDでは声優のおちあやかがテスタメントの警告音を担当した。
「缶詰」
シメオンが裏で製造・販売していたクローン人間の胎児を指す隠語。その名の通り培養液を満たした缶に詰められ、食料と言う名目で密輸されていた。
移植治療における「完璧なドナー」や、クライアントの望み通りに遺伝子を調整したデザイナーズベイビーなどの用途に利用されたことから、シティの富裕層の間で「不老不死の薬」と持て囃されていた。
だがこれらのクローンは全て大量のエデンズシードを隠し持っており、ある人物の合図で一斉に自爆し、世界中にエデンズシードをまき散らすようプログラムされている。

### 地理
ブラックスポット（BLACKSPOT、BS）
第三次世界大戦で東京が謎の化学兵器により壊滅的なダメージを負った時にできた巨大な汚染区域。「街」と隔離されており、長大な壁で囲われている。電気がまともに通っていないため、ネオ東京シティの夜景に「黒い穴」を作り出していることからの命名。
BSは日本各地にあるので、区別の必要があるときは「センターブラックスポット」あるいは「中央ブラックスポット」と呼ばれる。他のBSとして「死神の聖剣」の「ウエストブラックスポット」が登場している。
「街編」ではブレイドたちの戦闘で壊滅し、汚染されたシティの一部が新たなブラックスポットに設定され、地下から競り上がってくる壁によって隔離される様子も描かれた。
アイアンマウンテン
BSの西の端にあるかつて全市民の個人情報と国家機密を保管していた場所。ディスクの居城。最高レベルのセキュリティを持つが、第三世界大戦で破壊されたと言われていた。
街（シティー）
BSの反対側の住人の街のこと。住んでいる人間は市民（シチズン）と呼ばれている。
住民は皆「生きる許可証」としてのIDカードで管理されている。
闇市（やみいち）
華夏たちが現在住む村。近くの鉱山の産品を扱う闇市が立っていたためこう呼ばれる。シメオンに鉱山を奪われ、労働者を徴用されていた。

### 「向こう側の世界」
ニードレスが生み出された真相に大きく関わる、次元を超えた先の異世界。
日本は第三次世界大戦において、地球規模の災害を引き起こす「次元兵器」の研究を行っていたが、他国の工作員によってその試作機が暴走。その結果、「向こう側の世界」への門（ゲート）が開いてしまう。ゲートからは二体の「天使」（後述）が現れるが、いずれも通過時に力を使い果たす。その結果、一体は人間に寄生して生き永らえ「キリストセカンド」となり、もう1体は地下深くに潜り、再生を待つ肉塊になった。
その後、日本政府によってゲートの封印が試みられたが完全にゲートを閉ざすことはできず、日本はゲートから染みだしてくるエデンズシードによって汚染された。委員会はやがてゲートを破ってくるであろう天使に対抗するため、肉塊のある場所の上にシメオンビルを建て、キリストセカンドのクローンの研究を開始した。

### その他（用語）
以下50音順に記載。
オリハルコン
第三次世界大戦後、BSで発見された希少金属（レアメタル）と呼ばれる金属。高い強度と伸縮性を併せ持っていることから、主に人工骨格などに使われている。さらに、とある方法で加工すると地球上でも1、2を争う重さに変化する。未央のぬいぐるみもこれで作られている。
ギルド
セトらが所属する「何でも屋」。金次第で犬の散歩から用心棒、殺人まで請け負う組織。いくつかの組織が存在し、メンバーの大半は「割と良心的な」（ディスク曰く）ニードレスである。
クローン部隊
第三次世界大戦に日本が投入し世界を震撼させた、クローン人間による部隊。第三次世界大戦後は禁止されているはずだが、シメオンはブラックスポットの無法地帯でひそかに開発・保有していたと推測されている。（実際に「缶詰」の存在が明らかになっている）戦闘能力は強化され常人を上回るが、ニードレスよりははるかに劣る。
ゴルディロックス
第三次世界大戦前に存在した一流警備会社。対侵入者用防衛システムに非常に優れており、国の重要機関に必ず配備されている。作中で配備が確認されているのは、アイアンマウンテンと旧陸軍総督の隠し別荘のみ。また、ドラマCDからシメオン製薬にもこのシステムが使われていることがわかる。
スーパーゲル状デロドロンドリンク
イヴの愛飲するゲテモノドリンク。1本5000キロカロリー。その異常なマズさから、街で発売が中止になった不良在庫で、BSに大量に廃棄されている。BSでは「これ1本で3日は生きられる」と言われ、貴重なカロリー源として重宝されている模様。
アニメ版ではノンカロリー版も登場している（そのためイヴが使用しても体力を回復できなかった）。
半機械（ハーフ）
脳や主要器官の一部を残して体に機械を組み込んだ人間。体の働きを機械で補うので人間よりも寿命が長い。一方でテスタメントのような完全な機械を純機械（ロボット）という。
ミッシングリンク級
特別に優れた力を持ち、神に近いとされるニードレスのこと。ニードレスと言う存在を「ヒトが進化して神になる途中の段階」と捉え、類人猿がヒトに進化する過程の「失われた進化の段階」にちなんでこう呼ばれている。そのほとんどはシメオンの管理下に置かれている。シメオン内では、離瑠、右天、左天、アルカ、セツナ、未央、梔、ハットフィールドがミッシングリンク級のニードレスである。左天曰く、これは車のようなものであり、うまく使いこなすには、免許、即ちそれなりの素質が要求される。またアルカはブレイドの不完全なZEROでは覚えられないと豪語していたが、実際は通常の能力より覚えにくいだけで覚えるのは不可能ではない。（アルカの能力も能力使用には至れないわずかな破片だけだが白毫を使用せず覚えており、後に完全に使いこなしている）
666人委員会
通称トリプルシックス。世界を裏で操る闇の政府組織であり、APを立ち上げた出資者。第三次世界大戦後、日本はニードレスにつながる研究データと引き換えに、日本人も議会の席を得た。その実体は世界が終わる時に生き残るべき666人であり、同時にそれを選定するための組織である。メンバーは全て各分野のエキスパートや最高の技術を持った人間、そして唯一無二の能力を持つニードレスのみである。
原作での最終目的は、APの完遂によって向こう側の「天使」と戦うことのできる「全能者」を作り出すこと。この計画には、世界にエデンズシードを撒き散らすことによる旧人類の淘汰も含まれている。
アニメでは「自分たちの不老不死の実現」を目的としており、AP崩壊後シメオンを後ろ盾にプロジェクトを継続した。アークライトも自分たちの計画の駒に過ぎなかったが、左天の反乱により全滅する。
天使
次元兵器の暴発によって「向こう側の世界」に繋がった際に現れた、人類を遥かに超越した文明を持つ生命体。大まかな形こそ人類に近いものの、神と呼べるほどの圧倒的な能力を有しており、アークライト程のニードレスでも全く歯が立たないほどの戦闘力を持つ。過去に二度の干渉事故を起こしており、最初の事故では二体の天使が送り込まれたが、門を突破した時に力を使い果たしてしまう。一体は力を取り戻すために地中深く潜り込んで眠りにつき、もう一体は人間の体と融合した（この人間が後のキリスト・セカンドと呼ばれている）。二度目の事故では香澄を取り込み、エデンズシードを投与したギドによって抹殺された。
ブレイドが起こした三度目の干渉事故では、左天とギドを圧倒しディスクをハッキングして言葉を得るなど規格外の能力を見せるが、シールド・オブ・イージスを習得したブレイドによって捕食された。この個体の言葉を借りるのであれば、最初の二体は先遣隊の模様。

## 単行本
- NEEDLESS 1 2004年6月18日発売 ISBN 4-0887-6634-2
- NEEDLESS 2 2005年1月19日発売 ISBN 4-0887-6748-9
- NEEDLESS 3 2005年8月19日発売 ISBN 4-0887-6846-9
- NEEDLESS 4 2006年3月17日発売 ISBN 4-0887-7059-5
- NEEDLESS 5 2006年10月19日発売 ISBN 4-0887-7165-6
- NEEDLESS 6 2007年5月18日発売 ISBN 978-4-08-877271-4
- NEEDLESS 7 2008年1月18日発売 ISBN 978-4-08-877389-6
- NEEDLESS 8 2008年10月17日発売 ISBN 978-4-08-877520-3
- NEEDLESS 9 2009年7月17日発売 ISBN 978-4-08-877690-3
- NEEDLESS 10 2009年11月19日発売 ISBN 978-4-08-877767-2
- NEEDLESS 11 2010年6月18日発売 ISBN 978-4-08-877886-0
- NEEDLESS 12 2010年12月17日発売 ISBN 978-4-08-879085-5
- NEEDLESS 13 2011年8月19日発売 ISBN 978-4-08-879179-1
- NEEDLESS 14 2012年3月19日発売 ISBN 978-4-08-879294-1
- NEEDLESS 15 2012年11月19日発売 ISBN 978-4-08-879442-6
- NEEDLESS 16 2013年9月19日発売 ISBN 978-4-08-879636-9
- NEEDLESS ZERO 2004年1月19日発売 ISBN 4-0887-6564-8
- NEEDLESS ZERO TWO 2009年6月19日発売 ISBN 4-0887-7672-0

## ドラマCD
2作が出版されている。声優のキャストは2作の間では同じだが、テレビアニメとは異なる。

### リバーサルブレイン
2007年9月14日発行 ISBN 978-4-08-901156-0（書籍扱い）。約65分。
ストーリーは完全オリジナル。原作と脚本と一部の作曲も作者が担当している。本作オリジナルのクロシェットが登場する。
イヴがさらわれてからブレイドたちがシメオン製薬に乗り込む間のエピソードで、17.4話（17.5話の「ホラーハウス」よりは前）に位置づけられている。
作者がGargoyle好きを公言していたため、主題歌をGargoyleが担当している。

### 青春!ブラックスポット学園!
2008年1月18日の単行本第7巻特装版に同封。約39分。
本編とは関係がないパラレルワールドを舞台にした学園物ストーリー。外伝エピソードの中で本作のみ、タイトルに「NEEDLESS」や「ニードレス」が付くことがない。
少女部隊のドラマCD初登場である。配役はブレイドが番長、左天と少女部隊が風紀委員、クルスが転校生となっている。

## テレビアニメ
2009年7月よりTOKYO MX・毎日放送他で放送された。ハイビジョン制作。原作の単行本第1~7巻に沿ったストーリー。全24話。
また作者がアニメ制作を制作会社にほとんど一任しているため、ブレイドと照山を除きドラマCDとは声優陣が異なっている。

### スタッフ
- 監督 - 迫井政行[1]
- シリーズ構成 - 西園悟[1]
- キャラクターデザイン - 加藤裕美[1]
- 総作画監督 - 小堺能夫[1]
- テクニカルディレクター - 沼田誠也[1]
- 美術監督 - 岡本有香[1]
- 色彩設計 - 上村修司[1]
- 撮影監督 - 松井伸哉[1]
- 音楽 - 加藤達也、飯塚昌明[1]
- 音響監督 - 高桑一[1]
- プロデューサー - 大胡寛二、川村仁、櫻井優香、二方由紀子
- アニメーションプロデューサー - 田口亜有理、野嵜綾
- アニメーション製作 - マッドハウス[1]
- アニメーション制作協力 - イマジン
- 製作著作 - ニードレス製作委員会[1]（エイベックス・エンタテインメント、博報堂DYメディアパートナーズ、ランティス、マッドハウス）

### 主題歌
オープニングテーマ
「modern strange cowboy」（第1話 - 第13話）
作詞 - 谷山紀章 / 作曲・編曲 - 飯塚昌明 / 歌 - GRANRODEO
第24話はエンディングテーマとして使用。
「Scarlet Bomb!」（第14話 - 第23話）
作詞 - 畑亜貴 / 作曲・編曲 - 飯塚昌明 / 歌 - 美郷あき
エンディングテーマ
「Aggressive zone」（第1話 - 第13話）
作詞 - 畑亜貴 / 作曲・編曲 - 高田暁 / 歌 - ニードレス★ガールズ+（イヴ（喜多村英梨）、クルス（遠藤綾）、セツナ（後藤沙緒里）、未央（牧野由依）、ディスク（加藤英美里））
「WANTED! for the love」（第14話 - 第23話）
作詞 - 畑亜貴 / 作曲 - 綾原圭二 / 編曲 - 高田暁 / 歌 - ニードレス★ガールズ+（イヴ（喜多村英梨）、ディスク（加藤英美里）、セツナ（後藤沙緒里）、未央（牧野由依）、梔（茅原実里））
挿入歌
「死に至る傷」（第10話）
作詞 - KIBA / 作曲・歌 - Gargoyle
「マグマキッド」（第14話、第18話、第23話）
作詞 - KIBA / 作曲・歌 - Gargoyle
「わたしはジュースでココナッツ」（第19話）
作詞 - 畑亜貴 / 作曲 - 綾原圭二 / 編曲 - 原田勝通 / 歌 - KILLER GIRLS（ほのか（井口裕香）、なつき（真堂圭）、結愛（竹達彩奈））

### 各話リスト
| 話数 | サブタイトル                    | 脚本     | 絵コンテ       | 演出            | 作画監督                       | 放送日        |
| ---- | ------------------------------- | -------- | -------------- | --------------- | ------------------------------ | ------------- |
| 1    | アダム・ブレイド                | 西園悟   | 迫井政行       | 大谷肇          | 小堺能夫 渡辺和夫              | 2009年 7月2日 |
| 2    | イヴ・ノイシュヴァンシュタイン  | 西園悟   | 大谷肇         | 草野新二郎      | 大塚美登理                     | 7月9日        |
| 3    | 照山最次                        | 西園悟   | 村上勉         | 篠原誠          | 渡辺和夫 玉井公子 LEE SI MIN   | 7月16日       |
| 4    | アイアンマウンテン              | 西園悟   | 長尾粛         | 小野田雄亮      | 福重秀一                       | 7月23日       |
| 5    | シメオン少女部隊                | 西園悟   | 長尾粛         | 大谷肇          | 瀬川真矢                       | 7月30日       |
| 6    | ゴルディロックス                | 江夏由結 | 迫井政行       | 石踊宏          | 飯田宏儀                       | 8月6日        |
| 7    | アダム・アークライト            | 江夏由結 | ところともかず | 川久保圭史      | 玉井公子 大塚美登理            | 8月13日       |
| 8    | 楼閣寺離瑠                      | 西園悟   | 長尾粛         | 草野新二郎      | 渡辺和夫 LEE SI MIN            | 8月20日       |
| 9    | 第3シェルター                   | 西園悟   | 矢吹勉         | 高木秀文        | 大塚美登理 玉井公子 阿部可奈子 | 8月27日       |
| 10   | セト×ソルヴァ                   | 江夏由結 | 迫井政行       | 小野田雄亮      | 福重秀一                       | 9月3日        |
| 11   | ブラック・アトラクション        | 西園悟   | 滝川和男       | 五月女有作      | 佐藤道雄                       | 9月10日       |
| 12   | 胡桃                            | 西園悟   | 大庭秀昭       | 川久保圭史      | 井上義勝 LEE SI MIN            | 9月17日       |
| 13   | 白毫                            | 西園悟   | 沼田誠也       | 沼田誠也        | 坂井久太                       | 9月24日       |
| 14   | リリス・テンプテーション        | 江夏由結 | 島津裕行       | 大谷肇          | 臼井文明 大塚美登理            | 10月1日       |
| 15   | 第四波動                        | 西園悟   | 高本宣弘       | 草野新二郎      | 瀬川真矢 吉井弘幸              | 10月8日       |
| 16   | アルカ・シルト                  | 西園悟   | 滝川和男       | 石踊宏          | 飯田宏儀                       | 10月15日      |
| 17   | レジスタンス                    | 江夏由結 | 大庭秀昭       | 高木秀文        | 臼井文明 大塚美登理            | 10月22日      |
| 18   | アグニッシュワッタス            | 西園悟   | 末田宜史       | 小野田雄亮      | 福重秀一                       | 10月29日      |
| 19   | ポジティブフィードバック・ゼロ  | 西園悟   | 高本宣弘       | 川久保圭史      | LEE SI MIN JANG MIN HO         | 11月5日       |
| 20   | A-B                             | 江夏由結 | 大庭秀昭       | 五月女有作      | 佐藤道雄                       | 11月12日      |
| 21   | A-A                             | 江夏由結 | 迫井政行       | 草野新二郎      | 臼井文明 大塚美登理            | 11月19日      |
| 22   | 666人委員会（トリプルシックス） | 西園悟   | 宍戸淳         | 高木秀文 宍戸淳 | 井上義勝                       | 11月26日      |
| 23   | 左天                            | 西園悟   | 島津裕行       | 大谷肇          | LEE SI MIN LEE MIN BAE         | 12月3日       |
| 24   | クルス・シルト                  | 西園悟   | 迫井政行       | 迫井政行        | 小堺能夫 渡辺和夫 広田知子     | 12月10日      |

### 放送局
| 放送地域   | 放送局     | 放送期間                      | 放送日時           | 放送区分       | 備考                |
| ---------- | ---------- | ----------------------------- | ------------------ | -------------- | ------------------- |
| 東京都     | TOKYO MX   | 2009年7月2日 - 12月10日       | 木曜 25:30 - 26:00 | 独立UHF局      |                     |
| 近畿広域圏 | 毎日放送   | 2009年7月4日 - 12月26日       | 土曜 26:58 - 27:28 | TBS系列        | アニメシャワー第3部 |
| 埼玉県     | テレ玉     | 2009年7月6日 - 12月14日       | 月曜 25:30 - 26:00 | 独立UHF局      |                     |
| 神奈川県   | tvk        | 2009年7月8日 - 12月16日       | 水曜 26:15 - 26:45 | 独立UHF局      |                     |
| 中京広域圏 | 東海テレビ | 2009年7月17日 - 2010年1月15日 | 金曜 27:35 - 28:05 | フジテレビ系列 |                     |
| 日本全域   | AT-X       | 2009年8月18日 - 2010年1月26日 | 火曜 8:00 - 8:30   | CSチャンネル   | リピート放送あり    |

近畿・中京広域圏において、毎日放送と東海テレビとの組み合わせによるUHFアニメは史上初。また南関東では珍しくチバテレビでの放送が無かった。

### 映像特典
『Needless+ -聖リリィ学園の秘密-』がBlu-ray映像特典のショートアニメとして収録されている。DVD版には未収録。設定は完全パラレル。ある事件を調査するために、クルスが「山田撫子」（やまだ なでしこ）として、全寮制の女子校「聖リリィ学園」に女装して潜入する。イヴと少女部隊3人組はクラスメイト、ディスクは教師、セトとソルヴァは寮長と副寮長、ほのか&なつき&結愛は下級生として登場。

#### スタッフ（映像特典）
- デザインワークス - 渡辺和夫
- 色指定・検査 - 田中千春
- 背景 - アトリエプール
- 編集 - MAD BOX
- 音響監督 - 高桑一
- 音響制作 - 神南スタジオ
- 企画協力 - 集英社『ウルトラジャンプ』編集部・川中和満
- 制作進行 - 常光将史、HAN SUNG YI
- アニメーション制作協力 - IMAGIN、ANK Inc.
- アニメーション制作 - MADHOUSE

#### エンディングテーマ
『ニュー☆シネマ気分☆パラダイス』（1話、10話）
作詞 - 畑亜貴 / 作曲 - 田代智一 / 編曲 - 安藤高弘 / 歌 - イヴ（喜多村英梨）
『デラックスに好きにして』（2話）
作詞 - 畑亜貴 / 作曲 - 田代智一 / 編曲 - 安藤高弘 / 歌 - クルス（遠藤綾）
『バイバイリボンのプレゼント』（3話）
作詞 - 畑亜貴 / 作曲 - 綾原圭二 / 編曲 - 鈴木マサキ / 歌 - ディスク（加藤英美里）
『がんばらないのが美しい?』（4話）
作詞 - 畑亜貴 / 作曲 - 吉田勝弥 / 編曲 - 荒木啓六 / 歌 - セト（福原香織）、ソルヴァ（今井麻美）
『WANTED! for the love』（5話）
作詞 - 畑亜貴 / 作曲・編曲 - 綾原圭二
歌 - ニードレス★ガールズ+（イヴ（喜多村英梨）、ディスク（加藤英美里）、セツナ（後藤沙緒里）、未央（牧野由依）、梔（茅原実里））
『夏・ロマンス通りにて』（6話）
作詞 - 畑亜貴 / 作曲 - 和田耕平 / 編曲 - 安藤高弘 / 歌 - 梔（茅原実里）
『わたしはジュースでココナッツ』（7話）
作詞 - 畑亜貴 / 作曲 - 綾原圭二 / 編曲 - 原田勝通
歌：KILLER GIRLS（ほのか（井口裕香）、なつき（真堂 圭）、結愛（竹達彩奈））
『砂に落ちた涙』（8話）
作詞 - 畑亜貴 / 作曲 - 福本公四郎 / 編曲 - 近藤昭雄 / 歌 - セツナ（後藤沙緒里）
『あまくてまるいあした』（9話）
作詞 - 畑亜貴 / 作曲・編曲 - 高田暁 / 歌 - セツナ（後藤沙緒里）、未央（牧野由依）、梔（茅原実里）
『純情リフレイン』（11話）
作詞 - 畑亜貴 / 作曲 - 吉田勝弥 / 編曲 - 安岡洋一郎 / 歌 - 未央（牧野由依）
『Aggressive zone』（12話）
作詞 - 畑亜貴 / 作曲・編曲 - 高田暁
歌 - ニードレス★ガールズ+（イヴ（喜多村英梨）、クルス（遠藤綾）、セツナ（後藤沙緒里）、未央（牧野由依）、ディスク（加藤英美里））

#### 各話リスト（映像特典）
| 話数       | サブタイトル | 脚本   | 絵コンテ | 演出       | 作画監督                   | 原画                                                    |
| ---------- | ------------ | ------ | -------- | ---------- | -------------------------- | ------------------------------------------------------- |
| episode.01 | 潜入         | 西園悟 | 宍戸淳   | 宍戸淳     | 小堺能夫 渡辺和夫          | HAN SUNG HUI                                            |
| episode.02 | ブルマー     | 西園悟 | 宍戸淳   | 宍戸淳     | 渡辺和夫 広田知子          | 秋元香 春日久美子                                       |
| episode.03 | 保健室       | 西園悟 | 宍戸淳   | 宍戸淳     | 小堺能夫 渡辺和夫          | 兼高里圭                                                |
| episode.04 | 野球拳       | 西園悟 | 宍戸淳   | 高木秀文   | 渡辺和夫 広田知子          | KYOUNG BEAK MIN KIM KYUNG HEE JO SEOK KYUN HAN SUNG HUI |
| episode.05 | 水着         | 西園悟 | 宍戸淳   | 高木秀文   | 広田知子                   | 阿部加奈子 篠原誠 小林史緒里 吉野恵美子                 |
| episode.06 | 水中騎馬戦   | 西園悟 | 宍戸淳   | 高木秀文   | 広田知子                   | 臼井文明 大塚美登理 小林史緒里 吉野恵美子               |
| episode.07 | マッサージ   | 西園悟 | 吉川博明 | 川久保圭史 | 渡辺和夫 広田知子 小堺能夫 | HEO OWI YEON                                            |
| episode.08 | お薬         | 西園悟 | 吉川博明 | 川久保圭史 | 渡辺和夫 広田知子 小堺能夫 | 橘由美子                                                |
| episode.09 | 秘密         | 西園悟 | 吉川博明 | 川久保圭史 | 渡辺和夫 広田知子 小堺能夫 | 小林史緒里                                              |
| episode.10 | 入浴         | 西園悟 | 吉川博明 | 川久保圭史 | 渡辺和夫 広田知子 小堺能夫 | LEE SI MIN HAN SUNG HUI                                 |
| episode.11 | 露見         | 西園悟 | 吉川博明 | 川久保圭史 | 渡辺和夫 広田知子 小堺能夫 | HEO SOON YOUNG                                          |
| episode.12 | 再会         | 西園悟 | 吉川博明 | 川久保圭史 | 渡辺和夫 広田知子 小堺能夫 | 橘由美子 大塚美登理                                     |

### CD
- NEEDLESS ORIGINAL SOUNDTRACK（2009年12月23日、LASA-5032）

#### キャラクターソングアルバム
『CHARACTERS LOVE MISSION』（キャラクタースラブミッション）は、テレビアニメ『NEEDLESS』のキャラクターソングアルバム。2009年9月9日にランティスから発売された。
テレビアニメ『NEEDLESS』のキャラクターソングと声優のモノローグが収録されており。
CDジャケットにはヒロインのイヴ・ノイシュヴァンシュタイン。 
収録曲
※太字は楽曲、斜字はキャラクターボイス
1. 歌おう！ニードレス★ガールズ（Ver.イヴ）
2. ニュー☆シネマ気分☆パラダイス！
歌：イヴ・ノイシュヴァンシュタイン（喜多村英梨）
3. 歌おう！ニードレス★ガールズ（Ver.ディスク）
4. バイバイリボンのプレゼント
歌：ディスク（加藤英美里）
5. 歌おう！ニードレス★ガールズ（Ver.クルス）
6. デラックスに好きにして
歌：クルス（遠藤綾）
7. 歌おう！ニードレス★ガールズ（Ver.未央）
8. 純情リフレイン
歌：未央（牧野由依）
9. 歌おう！ニードレス★ガールズ（Ver.セツナ）
10. 砂に落ちた涙
歌：セツナ（後藤沙緒里）
11. 歌おう！ニードレス★ガールズ（Ver.梔）
12. 夏・ロマンス通りにて
歌：梔（茅原実里）
13. 歌おう！ニードレス★ガールズ（Ver.セト＆ソルヴァ）
14. がんばらないのが美しい？
歌：セト（福原香織）、ソルヴァ（今井麻美）

### トレーディングカード
- テレビアニメ版のトレーディングカードが、2010年6月24日にグラシアより発売されている。全80種類。
- 場面写真や設定資料を使用したカードの他に、出演声優の箔押しサインカードも封入されている。